# Code Geass角色列表
這是日本電視動畫《Code Geass 反叛的魯路修》中的人物列表。

## 主要人物
魯路修·蘭佩洛基（Lelouch Lamperouge）　聲優：福山潤、大原沙耶香（幼年）／香港：曹啟謙、許盈（幼年）／台灣：劉傑、雷碧文（幼年）
- 本名：魯路修·Vi·不列顛尼亞（Lelouch vi Britannia）
- 角色能力[1]：指導力／思考力／行動力／演技：10，精神力：8，運動能力：6
- 年齡：17歲→18歲﹙R2﹚→20歲﹙復活的魯路修﹚→25歲﹙奪回的Rozé﹚
- 性別：男性
- 人種：不列顛尼亞人
- 生日：皇曆2000年12月5日
- 星座：射手座
- 血型：A型
- 身高：178cm
- 體重：54kg
- 瞳色：紫色
- 髮色：黑色（原案上為白色）
- 弱點：娜娜莉，体能
- 喜歡的東西：和娜娜莉一起在學生會館度過的時光
- 討厭的東西：神聖不列顛尼亞帝國、神聖不列顛尼亞皇族（特別是其父皇帝查爾斯）
- 服裝：喜愛黑色的衣服
- 興趣：讀書
- 特技：下棋、作戰指揮、打瞌睡
- 特殊能力：Geass
- 別名：黑色王子、Zero、魯魯（ルル）、惡魔皇帝、L.L.
- 其他身份：阿什弗德學園學生會副會長、神聖不列顛帝國第十一皇子、神聖不列顛帝國第十七顺位皇位繼承人、黑色騎士團CEO、第二任超合眾國最高議會議長、神聖不列顛帝国第99代皇帝
- 駕駛機體：RPI-13 桑德蘭、Type-10R 無賴、IFX-V301 高文、Type-0/0A 蜃氣樓
- Lamperouge在法文中是紅色燈火的意思。
- 名台詞「撃っていいのは撃たれる覚悟のある奴だけだ」其實來自冷硬派偵探名作大眠裡主角菲力普·馬羅的發言「don't shoot it at people, unless you get to be a better shot.」(別在人群開槍，除非你能射得更好)在日版的誤譯。
- 2011 ISML Exhibition 萌王得主

不列顛帝國第11皇子魯魯修九歲時（皇曆2009年），母親瑪莉安娜因刺殺事件死去，妹妹娜娜莉也因此失去視力及行走能力，終身要坐著輪椅過活。及後與娜娜莉作為人質被送往日本。在日期間，兩人與樞木朱雀相識，起初關係不怎麼好，但逐漸成為了知心好友。然而這段快樂日子卻被不列顛帝國入侵日本而破壞，魯魯修因此對不列顛尼亞產生了憎惡和復仇的心，於是捨棄自己的姓氏，並立下決心要將帝國破壞，以圖為其妹建立一個幸福的居所及為其母復仇。魯魯修是一個「認為最後沒有得到結果，就是沒有意義」的人。雖然十分憎恨其父查爾斯皇帝，但諷刺的是，據其伯父V.V.所言，他是眾皇子公主中(本質上)最像查爾斯的孩子。
戰後在阿什弗德家族的庇護下，在阿什弗德學園與娜娜莉一起生活，並就讀阿什弗德學園，擔任學生會副會長。擁有絕佳的頭腦，不過平時並不認真上課，最為擅長玩遊戲（特別是國際象棋，和使用「國王」這棋子，劇中也把這棋子作為他的象徵)。經常和同學利瓦爾逃學去參與西洋棋的賭錢活動。而不列顛帝國第二皇子修奈傑爾，是唯一一個能夠勝過魯魯修的人。
在皇曆2017年，因恐怖分子奪取軍方機密物體的事件，意外被捲入其中，在面臨被帝國軍槍斃的生死邊緣時，獲得神秘少女C.C.的幫助而得到「王之力」Geass，靠此能力脫離險境。並以此力量為契機，終於將粉碎不列顛尼亞帝國的計畫付諸實行，之後自稱Zero（意為「虛無」）並用面具與斗篷來掩護身分，以反抗軍一員出現在帝國與反抗軍面前。戰鬥時主要以GEASS為中心的戰略作戰。一貫主張「結果優於一切」、「王不前進，部下怎麼會跟上」，但在遇上朱雀等人時經常會遭遇失敗的結果。
駕駛特殊塗裝的專用無賴遇到蘭斯洛特時，幾乎每次都會被痛毆一頓。在STAGE 17運用電腦分析出蘭斯洛特駕駛員的操作模式，指揮藤堂、四聖劍與卡蓮擊退了蘭斯洛特的攻擊。之後所駕駛的Knightmare為從二皇子修奈傑爾那所搶過來的高文。
成立行政特區日本時，Geass進入暴走狀態而無法關閉。由此造成日本人被大量屠殺的嚴重後果，最後親手殺死被暴走Geass影響的皇妹尤菲米亞，精神上受到非常大的打擊。
在黑色叛亂中，为了救出被劫走的妹妹，與C.C.驾驶专用机高文率先脱离战场，Zero的身份被朱雀及卡蓮知悉，最后在神根岛遗迹和朱雀对决。鲁路修被朱雀制服，并被押到其父不列顛尼亞皇帝面前，被皇帝施以Geass篡改记忆及封印Geass能力。而在东京攻略战中，黑色骑士团因为首领Zero的离开而最终战败。
亡国的阿基德中，被篡改记忆的鲁路修更名为朱利叶斯·金斯利，被查尔斯派遣至欧洲不列颠并赐予帝国权杖，以期能打开疲软的战局。鲁路修在打破战局并将欧洲不列颠的宗主——韦南斯大公以反叛的罪名囚禁。之后鲁路修连同其护卫枢木朱雀被发动政变的夏英格囚禁。在夏英格战败身亡后，鲁路修和朱雀被罗洛为首的Geass向团救出。
在第二季开头，一年间，鲁路修平静地與假扮成弟弟的羅洛·蘭佩洛基生活在阿什弗德学园。鲁路修重新与C.C.相遇之后，Geass封印被解除，也恢复了记忆。
而Geass能力恢复到封印之前的状态，依然暴走，无法关闭，为了防止尤菲米亞的悲剧再次上演，C.C.给了鲁路修特制的隐形眼镜来应对暴走的Geass能力。
其后救出原黑色骑士团干部，对妹妹娜娜莉作为新11区总督的座舰发动奇袭作战。之后与11区官方达成协议，流放至中华联邦，救出天子使得超合众国的成立成为可能。
夏麗被罗洛使用Geass所杀之后，她的死是讓魯路修性格大變的原因。憤而率领黑色骑士团的零番队对Geass教团进行血洗。虽然与父亲查尔斯的第一次对决以失败告终，不过也破坏了阿卡夏系统的机能。第二次东京决战核爆时，被罗洛、傑利米特和被Geass控制的基爾福特等人捨命救走。被修奈杰尔向黑色骑士团揭露本来身份之后，脱离黑色骑士团独立行动。並到神根岛Geass遗迹与父亲第二次对决。
於Geass遗迹──思考升降梯系统中，发现自己及娜娜莉被双亲自私的理想所遗弃，及为阻止他俩追求过去、斷絕未來的理想，而殺死雙親，并毁灭思考升降梯系统及阿卡夏之剑系统。Geass亦進化為双眼Geass。一个月后，以查爾斯皇帝的名義招集各皇室贵族到帝都Pendragon，身穿校服，並當眾自行宣布就任为不列顛尼亞帝国第99代皇帝。对於反对其就任的皇室贵族，使用了大规模群体性Geass予以操控。大部分皇室贵族因为受Geass操控而支持新任皇帝鲁路修。修奈傑爾、柯內莉亞及大部分圆桌骑士成為旧皇帝派。自此，不列顛尼亞帝国分为两派。
魯路修弒父篡位後，將所有查爾斯的畫像、雕像與歷代皇帝陵墓全部摧毀，廢除貴族制度及殖民地制度，並將所有的不列顛尼亞士兵全以Geass洗腦，變成不怕死且絕對效忠的戰士。鲁路修最後用Geass控制了修奈傑爾，用達摩克里斯和愛之女神稱霸世界，但這全都是「Zero鎮魂曲」預定的情節——讓民眾的仇恨集中在自己身上，進而讓朱雀戴上Zero的面具刺殺他自己。其目的是斬斷仇恨的鏈鎖，解放自己以絕對武力統治的世界。一來平息民憤，二來增加ZERO的名聲，以自己的死亡確立ZERO後來的地位，使世界得以迎向明天。魯路修在死時說道「我毀滅了世界，又創造了世界」。
於動畫結束後，有兩張版權圖繪出現疑似事件結束後魯路修和CC同行的情景，然而官方訪談將鲁路修列入死亡名單，R2公式書亦敘述其死亡，另一方面官方小說設定的結局是與C.C.一起繼續流浪。
在《复活的鲁路修》中，由於魯路修先前毀滅「神」、思考升降梯系統與查爾斯，所以只傳承到查爾斯的不完全Code(印記位於喉間)，能續用王之力Geass，身體不論受到任何重傷都能復原、永生，但無法免疫Geass，靈魂囚於C的世界中一個鏡子的空間(本身也不想復活，直至C.C.到來，令他想起2人的約定)，以致於身體僅有本能意識。C.C.賭上不完全Code對魯路修的可能性而在C的世界中來進行重造，然而在搜尋魯路修靈魂時，被查爾斯夫婦等怨念阻礙而只得到一具擁有永生的空殼肉身。在C.C.不斷奔走Geass教團遺跡來再訪C的世界，並在尤菲米亞、羅洛等人(官方漫畫繼承原R2設定，添加了夏莉)的善念引導下，突破怨念的阻礙，找到魯路修的靈魂，才帶回完整的魯路修。之後，魯路修因喚醒娜娜莉的意識而再次進入C的世界時，再度遭到怨念阻礙，並無法以Geass下令(因過去對C的世界使用過一次Geass)。兩人被來自尤菲米亞和羅洛等人的善念所救，成功離開C的世界。
在拯救被綁架的娜娜莉後，魯路修察覺到娜娜莉已經不再需要他，於是放手離開，改名為L.L.，以此向C.C.告白，願意與她在一起度過永生，並到世界各地回收Geass。後來也有把Geass給予外甥女皇朔夜，讓她擁有打敗新生不列顛尼亞帝國的力量。
名言：「只有被殺覺悟的人，才有資格開槍」；「我毀滅了世界，又創造了世界」。
樞木朱雀（Kururugi Suzaku）　聲優：櫻井孝宏、渡邊明乃（幼年）／香港：伍博民→周良鴻→李凱傑、謝潔貞（幼年）／台灣：何志威、龍顯蕙（幼年）
Knight of Zero 
- 角色能力：運動能力／精神力／行動力／忠誠心：10，社交性：8，思考力：6
- 年齡：17歲→18歲﹙R2﹚→20歲﹙復活的魯路修﹚→25歲﹙奪回的Rozé﹚
- 性別：男性
- 人種：Eleven（日本人）
- 生日：皇曆2000年7月10日
- 星座：巨蟹座
- 血型：O型
- 身高：177cm
- 瞳色：綠色
- 髮色：茶色
- 弱點：別人對他溫柔的舉動
- 喜歡的東西：小動物
- 討厭的東西：卑鄙的行為
- 喜歡的顏色：紅色
- 喜歡的女性類型：芯のしっかりした女性（婉約而有主見的女性，尤菲米亞剛好就是這種性格的對象）
- 喜歡的季節：春天
- 服裝：軍服（特派制服）、學生服
- 興趣：鍛鍊、釣魚
- 拿手科目：體育
- 特技：體術、跑步
- 特殊能力：擅長於Knightmare Frame的操縱
- 別名：白之騎士、白色死神
- 身份：阿什弗德學園學生會風紀委員、Knight of seven、Knight of Zero、黑色騎士團CEO--Zero(第二代)
- 駕駛機體：Z-01 蘭斯洛特、Z-01D 蘭斯洛特‧征服者、Z-01Z 蘭斯洛特‧阿爾比昂、Z-01/S 蘭斯洛特 siN、UPI-01 真母衣波 壹式

日本最後的首相樞木玄武（已故）的獨生子，皇神樂耶和皇朔夜的表哥。魯路修和娜娜莉被送往日本作為人質時，兩人與朱雀相識。而朱雀也成為了魯路修在帝國王宫都找不到的知心好友，也被娜娜莉視為鄰家大哥哥。
由配图广播剧STAGE 23.95得知，當不列顛尼亞帝國開始侵略日本之后，魯路修带着娜娜莉投奔来到日本的阿什弗德家，而朱雀则按照桐原的意见协助不列颠军為人質。两方便分开了，從此音訊全無，無從得知對方的狀況。
时隔多年，枢木朱雀成为了“榮譽不列顛尼亞人”，并加入了不列顛尼亞帝國军队，在任務中與意外捲入事件的魯路修重逢。後來，被特別派遣嚮導技術部臨時選拔出來作為試作嚮導兵器蘭斯洛特的駕駛員。
「希望從內部把它變成一個有價值的國家」——樞木朱雀的最終目標似乎是希望建立一個無論是什麼人種都能安居樂業的國家。而他所採取的手法明顯和Zero不同，也反對Zero的主張：「得到和平最簡單的方法就是把不列顛尼亞破壞。」。他認為用錯誤的手法（戰争）得到的結果（和平）是沒有價值可言的。
雖說是榮譽不列顛尼亞人，但是他仍然是Eleven（日本人），在軍隊中依然會遭受到排擠和孤立；而其他Eleven（日本人）則會認為他只是個向敵國搖尾乞憐的狗，是個名副其實的叛徒。因為機緣成為蘭斯洛特的駕駛員，加上和第三皇女尤菲米亞的相遇，讓他逐漸在帝國之中一點一點的建立起自己的立足點，並屢立戰功從而得到皇族和軍隊高層的認同。
樞木朱雀相信公正和正義的存在。他明朗的性格，無論對什麼樣的人都會給予體貼善待。或許是因為不会拒绝的老好人性格，導致他在待人處事方面却要相对辛苦些。
體能、運動神經方面比一般人傑出，以至他操縱Knightmare Frame時有驚人表現。據瑪莉安娜和C.C.的推斷，他應該是出身於Geass教團東方分支的樞木家旁系，本應守護本家王族（即Geass能力者的守護者），但隨著本家血統斷絕，加上種種因素變遷，意外地使他成為「外族的本家」（即不列顛王族）的守護者。此特質也令他擁有資格進入「C的世界」。
在7年前不列顛尼亞侵略日本的戰爭中，日本平民屍橫遍野，而朱雀為了阻止父親——日本首相樞木玄武的徹底抗戰政策（朱雀認為，當時日本敗亡已經無法挽救，徹底抗戰政策只會造成不必要的大量傷亡）而殺害了其父樞木玄武。但戰爭並沒有因此而結束。他拼死戰鬥的深層原因或許是希望以自己的死作為處罰與贖罪。
在STAGE 18、19中了魯路修的Geass命令「活下去！」，使其於生死關頭往往有強橫的求生本能。
朱雀可以感覺到在高文內部的副駕駛C.C.，并且對Geass有反應，C.C.懷疑是因為神根島遺跡的Geass有接觸過。之后，因為戀人尤菲米亞在自己眼前被魯路修殺死而大受打擊。
尤菲米亞死后，朱雀被V.V.告知了鲁路修Geass能力的相关資讯。在第一季的最后，朱雀驾驶兰斯洛特向Zero展开報復，被柯內莉亞晋升为骑士侯。最后在神根岛和Zero对决，朱雀制服鲁路修并把他押送到不列顛尼亞皇帝面前，以此功绩申请加入到皇帝亲卫队圆桌骑士团。
亡国的阿基德中，朱雀护送被篡改记忆的鲁路修前往欧洲不列颠。之后连同鲁路修一同被发动政变的夏英格囚禁。在夏英格战败身亡后，朱雀和鲁路修被罗洛为首的Geass向团救出。
在第二季开头，朱雀進入了皇帝直屬的親衛隊“Knight of Rounds”，成為排名第七位的騎士，是首位Number出身的“Knight of Rounds”，为皇帝的直属骑士奔走於世界各地。因为年龄相近，和第三騎士吉諾以及第六騎士阿妮亞关系不错。
ZERO復出後，再次以学生身份回到阿什弗德学园，這時朱雀的其中一個任務是確定魯路修有否恢復記憶。同时兼任娜娜莉总督的总督辅佐官。
確認了魯路修就是復活的Zero後，因為不想變成魯路修那樣的人，故放棄了對被俘的卡蓮使用Refrain（一種精神毒品）迫其坦白交代一切的想法。前往機密情報局再度確認魯路修是否恢復記憶時，發現維蕾塔、羅洛皆失蹤，詢問情報人員卻重覆獲無可奉告的答覆，才發現情報人員早已被下了Geass，因而確信魯路修已經恢復記憶的事實。
在第二次東京決戰中，因受到鲁路修“活下去”的Geass影响，亲手发射了战术武器“爱之女神”系统（核武器），造成了一千万以上的人员伤亡。
後來又以成为第一骑士为条件，协助修奈傑爾发动政变，去刺杀皇帝，可惜最后被皇帝及第一骑士俾斯麦发现。因不敌俾斯麦，强行被自己所中的‘’活下去‘’的Geass启动逃走，卻因此而遇見C.C.及阿妮亞，得以進入思考升降梯系统。在思考升降梯系统中，朱雀被C.C.告知C的世界的真相，并且选择了站在鲁路修這一边。
鲁路修就任第99代皇帝之后，被封为超越圆桌骑士的圆桌骑士Knight of Zero，皇帝鲁路修直属骑士。之後在日本上空进行的空战中敗給红月华莲，後帝国官方宣称其已經死亡，实际是為了要替代鲁路修成为Zero，並刺杀鲁路修以完成零之镇魂曲。之後擔任協助娜娜莉的角色，偶然也必須駕駛機體阻止叛亂發生。
在《Lost Stories》中在討伐艾爾格蘭特公爵時，由於蘭斯洛特‧阿爾比昂尚在開發階段，因此搭乘白色的文森特出擊。
在《奪回的Rozé》作為娜娜莉的護衛一同出使齊爾茨斯庫蒙。在齊爾茨斯庫蒙駕駛真母衣波壹式迎擊在當地不斷屠殺平民的無人機「洛基」。
C.C.（聲優：尤加奈／香港：楊善諭→曾秀清／台灣：林美秀）
- 角色能力：思考力／行動力／演技：10，精神力：6
- 本名：不明（セラ・コーツ）
- 性別：女性
- 年齡：不明（外表看來16歲左右）
- 人種：不明
- 生日：不明
- 星座：不明
- 血型：不明
- 身高：160cm
- 瞳色：金色
- 髮色：淺綠色
- 弱點：魯路修的死亡會令其感到困擾
- 喜歡的東西：Pizza
- 討厭的東西：說笑
- 服裝：拘束服、魯路修的衣服
- 興趣：收集必勝客pizza的印章積分（Point seal），在STAGE 13時用它來換得了乳酪君的抱枕。
- 習慣：撥弄自己的頭髮
- 特技：利用謎之電波（CODE）傳送令對方受到打擊的影像，與神根島遺跡中的人物進行心靈感應與對話
- 特殊能力：不老不死
- 別名：灰色魔女
- 駕駛機體：Type-10R 無賴、IFX-V301 高文、Type-05S　晓 直参式样、Z-01/A 蘭斯洛特・Frontier

在魯路修面臨生死關頭時，給予他Geass的力量救了魯路修一命。之後便寄住在魯路修家中。
擁有不老不死的能力，因此被視為「魔女」，曾受過魔女審判和刑具的虐待。
擔任Zero的影武者，在Zero忙不過來的時候，會代替Zero指揮黑色騎士團。
過去曾到過中華聯邦，並給予毛Geass的能力。
Geass能力都對她無效。
C.C.不會容許魯路修死去，因為她還有「事情」要去完成，還會感到十分的困擾。
C.C.經常跟著魯路修行動，目的在於「保護魯路修」。不過有一次，C.C.明確地表示自己不是「監護人」。
其本名到現在為止還未正式出現。只有魯路修和她自己知道她的本名。她的「目的」是故事伏線之一。
她本人沒有Geass的力量。在C.C.的左胸下方和額頭都有著近似Geass的紅色印記，後被證實為上位力量Code的象徵。在Geass擁有者（魯路修）暴走的情況下，C.C.額頭的Code印記有感應。C.C.知道鲁路修以前所住的宫殿名稱。由广播剧STAGE 0.522《秘密基地の唄》得知，在七年前，C.C.已經和鲁路修交談過。
看似時常自言自語的C.C.，其實是在和瑪莉安娜對話。劇情後期揭露C.C.是因對方對發展Code和Geass力量有興趣而相識並緊密交往，後來亦結識查理斯和V.V.。
在成為Geass授予者之前，曾經當過奴隸，在臨死之際，教堂有Code力量的修女賦予了她Geass，其能力是「獲得他人的愛」。在其得到強力而無法關閉的雙眼Geass時，修女展示出其尋死的根本意圖，強行讓C.C.繼承了Code，成為不老不死。在其能力繼續強化下，她輾轉成為Geass教團的團主，直至瑪利安娜事件後交棒給V.V.
在第一季後期，C.C.和魯路修一同駕駛高文。C.C.擔任副駕駛員。在第一季最後為了救鲁路修，和傑瑞米亞一起沉入過神根島的海底。
在魯路修失憶的期間統領黑色騎士團殘黨與不列顛尼亞繼續作戰，於第二季一開場幫魯路修解除Geass封印。之後發揮了隨機應變的能力與中華聯邦談判，逐漸化解了黑色騎士團的危機。
C.C.與人締結契約的願望正是死去，並從Geass授予者的永生地獄中擺脫。在不列顛尼亞皇帝查爾斯即將達成其願望的瞬間，聽到魯路修要C.C.“即使死也要笑著死去，我一定會讓妳笑的”，因而放棄了這個想法。隨後自行封印及喪失得到Geass能力以後的記憶，而Code刻印也消失。之後便視魯路修為主人服侍他，魯路修因此感到相當自責。在阿妮亞（瑪莉安娜）與她接觸後才恢復記憶。
於魯路修遭Zero(朱雀)暗殺時，獨自一人在教堂內落淚禱告，從此失蹤。動畫結局則展示其乘搭馬車於草原上，其中C.C.的說話曾引起魯魯修是否仍生存的廣泛討論（在劇場版第三部《皇道》的結局中改為騎著驢子）。
在《復活的魯路修》中，證實C.C.利用魯路修從繼承原屬V.V.至查爾斯的Code部分，在C的世界來重造肉身與靈魂，並表示兩人的「契約」尚未完成，所以私心復活魯路修來完成履行。在特典預售特典小說提到在零之鎮魂曲發生前與夏麗見面後開始策畫，於是以魔女的態度要求魯路修給予將來旅行時物資且獨自留在教堂內禱告使計畫不暴曝，並以讓魯路修愧疚毀約留下這個"活下去"的念想。由於先前魯路修破壞思考升降梯系統造成C的世界大亂，令不死再生的能力弱化，但仍有Geass免疫能力。在眾人救回被綁架的娜娜莉後，原以為魯路修會留下陪伴娜娜莉，因此獨自離開。但當魯路修決定改名為L.L.，並且與她永遠在一起時，終於露出發自內心的笑容，這也揭曉C.C.的真正心願是與真心相愛的人在一起。
台灣電視版取本角色日文譯音的C2為稱呼。
紅月卡蓮（聲優：小清水亞美／香港：謝潔貞／台灣：雷碧文）
- 別名：卡蓮·修坦費爾特（カレン・シュタットフェルト，Kallen Stadtfeld）
- 角色能力：忠誠心／行動力：10，運動能力／演技／精神力：8，思考力：6
- 年齡：17歲→18歲﹙R2﹚→20歲﹙復活的魯路修﹚→25歲﹙奪回的Rozé﹚
- 性別：女性
- 人種：不列顛尼亞人與日本人的混血兒
- 生日：皇曆2000年3月29日
- 身高：160cm
- 星座：白羊座
- 血型：B型
- 髮色：紅色
- 瞳色：水藍色
- 駕駛機體：RPI-11 格拉斯哥、Guren Type-02 紅蓮貳式、Type-02/F1A 紅蓮可翔式、Type-02/F1Z 紅蓮聖天八極式、Type-02/SP1 紅蓮特式

是日本人與不列顛尼亞人的混血兒，屬於反抗軍的一員。不列顛尼亞八大名門家族之一的修坦費爾德家的大小姐，但她和哥哥直人實為當家的私生子女，紅月是母親家族的姓氏。為了繼承哥哥紅月直人（紅月ナオト）的遺志而加入反抗軍。特別擅長武術與Knightmare的操作，據吉諾所說，擁有與圓桌騎士一樣的技巧。
卡蓮是黑色騎士團中最支持、也是最早相信Zero的人，第一季最後曾因得知Zero是魯路修而有所動搖，但第二季開始仍與C.C.、卜部聯手救出魯路修，亦曾激勵過意志消沈的魯路修。擔任零番隊（相當於Zero的親衛隊）隊長，曾多次不顧自身安危守護Zero，直到結局前夕，內心仍相信著魯路修。
是阿什福特學園的學生，亦是學生會的一員。本來是個性活潑甚至有些激烈的人，為了方便請假以及避免被他人認出身分，在學校裡改變了髮型與眼神，裝成一個弱不禁風、常常生病的大小姐。但卻因為這個設定與實際上相差太遠，覺得很麻煩而後悔，常常在生氣時又恢復了原本的激烈個性。
雖然和魯路修是同班同學，但對魯路修的作為感到不滿，初期不知道魯路修就是Zero（但是魯路修卻知道她是反抗軍的一員）。有一陣子懷疑魯路修的身分，但被魯路修掩飾過去。與繼母(父親的正室)和親生母親住在同一個屋簷下，但與繼母相處得不是很好。對於親生母親寧願在家中低聲下氣地被當成女僕使喚着的做法，感到蔑視。但後來得知母親背後目的是「為了一直待在（卡蓮的）身旁」而重新找到了目標，立誓要將這世界改變為能和母親一起生活的地方。
在神根島被朱雀發現其黑色騎士團成員的身份。
黑色叛亂中追蹤朱雀來到神根島，對於魯路修就是Zero感到非常震驚。
在第二季開始時與C.C.、卜部聯手，集合了黑色騎士團的成員從不列顛尼亞帝國的陷阱中救出魯路修。當時對魯路修充滿懷念和感激。
在中華聯邦的戰鬥中與紅蓮可翔式一起被星刻俘虜，接著被大宦官們移交給了不列顛尼亞帝國陣營。及後在第二次東京決戰被救出，改乘紅蓮聖天八極式。
因為對Zero有好感，因此對C.C.跟魯路修的親密關係感到有點不滿。
在Zero鎮魂曲即將完成之際，現場所有人中卡蓮最先察覺到魯路修的真正目的，隨即悲傷地配合完成Zero鎮魂曲。
魯路修死亡後搬離了修坦費爾德家的豪宅，移居到市區的一般住宅中，並回到阿什福特學園上學。同時從醫院接回了親生母親，由自己親自照顧。在大學時修讀海洋資源系，在《復活的魯路修》以民間臨時招募成員前往齊爾茨斯庫蒙王國參與拯救娜娜莉和Zero(朱雀)小隊，並遇上C.C.和喪失主人格意識的魯路修，得知真相幫助他們到C世界遺跡成功復活魯路修。在事件結束後，放下對Zero(魯路修)的愛慕，從心中祝福他和C.C.。
在《奪回的Rozé》在東京駕駛紅蓮特式迎擊在當地不斷屠殺平民的無人機「洛基」。
「卡蓮」亦有譯為「華蓮」
娜娜莉·蘭佩洛基（Nunnally Lamperouge，聲優：名塚佳織／香港：張頌欣／台灣：洪郁婷）
- 本名：娜娜莉·Vi·不列顛尼亞（ナナリー・ヴィ・ブリタニア，Nunnally Vi Britannia）
- 角色能力：純情／學貓叫：10，社交性：8，思考力：6，精神力：4，行動力：2
- 年齡：14歲→15歲﹙R2﹚→17歲﹙復活的魯路修﹚→22歲﹙奪回的Rozé﹚
- 性別：女性
- 人種：不列顛尼亞人
- 生日：皇曆2003年10月25日
- 星座：天蠍座
- 血型：AB型
- 身高：160CM
- 髮色：淺棕色
- 瞳色：紫色
- 身份：阿什弗德學園中學部二年級生、神聖不列顛尼亞帝國第7皇女、神聖不列顛尼亞帝國第87顺位皇位繼承人、11區總督、不列顛尼亞合眾國臨時代表、世界人道主義機構WHA名譽顧問

魯路修唯一同父同母的妹妹，也是不列顛尼亞帝國第87順位的皇位繼承人。因為捲進母親被殺的陰謀而失去視力與行走能力。就讀於阿什弗德學園中學部，與魯路修一起住在學園的社團建築中。性格體貼溫柔，稱呼照顧她的篠崎咲世子為日本人。天生擁有異於常人的第六感，能以觸碰他人雙手來得知對方是否說謊 (實為瑪莉安娜在兩兄妹的脴胎時期所做的基因實驗，使她和魯路修擁有遠高於其他王族的R因子。由於娜娜莉被加入C.C.的基因，有C感應因子，所以比魯路修更適合繼承Code。在失明後，反而提升了第六感)。魯路修在死前得知其能力後，請求她封印這能力，以免像毛一樣無法關閉能力，長期知曉人心而受到傷害。
小時候曾經有自殘的傾向，十分害怕孤單一人，也討厭事事需要他人照顧的殘疾身體。在得知Zero的真相後，再次復發。雖然本性與母親瑪莉安娜相似，但是並不會獨善其身，把自己的計畫視為善意，並強加於他人身上。不過她也明白自己不能像尤菲米亞般表裏如一，必要時也需要面具掩飾自我。
值得一提的是，娜娜莉是片中少數稱日本人為「日本人」的不列顛尼亞人，其他人包括學生會成員也稱日本人為「Eleven」。
黑色叛亂中被V.V.劫走，並且知道C.C.的存在。
在第二季，除了恢復記憶的魯路修和C.C.之外，學生會全體成員因為記憶也被篡改，大家都不記得娜娜莉的存在。其記憶並沒有被其父不列顛尼亞皇帝篡改，但也不知道魯路修是Zero的真相及其去向(被隱瞞為失踪)，主動要求擔任11區新總督，重建日本特別行政區。
娜娜莉是因為被皇帝查爾斯竄改記憶才導致失去視力，雙腿則因為被V.V.手下打傷殘廢而永久失去行走能力，這是為了掩蓋瑪莉安娜被殺的真相，並封印其繼承Geass的可能性，令V.V.不再向魯路修兩兄妹下手。然而，Zero的出現打破V.V.和查爾斯之間的協議。
在11區政廳核爆中存活，後於新任皇帝魯魯修準備加入超合眾國期間再度現身，改為支持異母之兄修奈傑爾，成為修奈傑爾及柯內莉亞等皇族反對派(舊皇帝派)所推舉的新任皇帝，並同一時間利用乘座的天空要塞達摩克里斯向不列顛尼亞帝都播德拉剛發射了「愛之女神-弗蕾亞」彈頭，與魯路修對立。雖然修奈傑爾對其隱瞞帝都播德拉剛人民並沒有撤離，但是她早就透過第六感得知真相。後來更親手發射了「愛之女神-弗蕾亞」核彈攻擊魯路修。
其目的是想讓裝備核彈的空中要塞成為世界仇恨的中心，然後下令讓亞妮亞攻擊要塞一起毀滅。這和魯路修讓自己成為世界仇恨中心的計劃不謀而合，促使魯路修下定決心對自己的妹妹使用GEASS，絕不讓她成為代罪羔羊。
戰爭期間靠自己的意志力破解她父親查爾斯對她下的GEASS，雖然雙腿確實受過傷害而無法復原，但雙眼已可重見光明。
魯路修完成讓自己犧牲使世界和平的計劃後，娜娜莉拒絕繼位為不列顛尼亞皇帝，將帝國政體改組為合眾國，結束皇帝統治制度，成為不列顛尼亞合眾國的代表。在魯路修被刺殺時，娜娜莉透過雙手第六感，終於了解她哥哥的真正目的，使痛哭不止。Zero(朱雀)和修奈傑爾(被魯路修下了永遠聽命於Zero的GEASS)兩人共同輔佐她。
在《復活的魯路修》中，她已經退出政壇，以世界人道主義機構WHA名譽顧問的身份與Zero(朱雀)到訪難民營，期間被綁架。主謀從教團得知娜娜莉與Code Geass力量高相性的來龍去脈後，將之封印在人工裝置中，成為連接「C的世界」的媒介，靈魂差點因逗留過久而被意念集合體吸收。她被眾人救回後，與死而復生的魯路修相認，並表示哥哥的罪孽是因她而起，所以她有責任與魯路修一起承擔。她請求魯路修留下來像昔日一樣一起生活，但魯路修知曉她不再需要自己，能獨立生活，而選擇離開。
在《奪回的Rozé》與作為護衛的朱雀一同出使齊爾茨斯庫蒙。

## 神聖不列顛尼亞帝國

### 皇族
查爾斯·Di·不列顛尼亞（Charles di Britannia）　声优：若本規夫／香港：招世亮、陳欣（代配）／台灣：康殿宏
- 年齡：62歲 →63歲﹙R2﹚
- 性別：男性
- 人種：不列顛尼亞人
- 生日：皇曆1955年8月4日
- 星座：獅子座
- 血型：B型
- 角色能力：思考力／行動力／指導力／精神力／演說／生殖能力：10

第98代不列顛尼亞皇帝，魯路修的父親。享壽63岁。他本人共有108個妻妾，有100個以上的兒女，但孫輩只有外孫女皇朔夜一人。
瘋狂地進行世界征服計畫，對世界各國展開大規模侵略（主因不明，修奈傑爾認為原因是奪取Geass遺跡，不過對日本的侵略戰爭主要是為在富士山山下的戰略資源和神根島），所征服的地區都不放心交給外人，而是交給有自己的兒女來統治，除此以外，會派自己的兒女到最前線，擔任政治和軍隊領導，以訓練其才能。在世界各地大規模地駐扎軍隊。強調弱肉強食的理論。非常傲慢，對弱者的哀號不屑一顧，不但拒絕見面甚至還認為他們在浪費自己的時間（在STAGE 7，就算是魯路修那樣的親生子嗣，他也不屑理會其喪母之痛; 在外傳中也同樣對待喪失母親和妹妹的瑪麗蓓爾）。由於他的侵略計畫同時提升了不列顛本土的經濟發展，和挽救了帝制及貴族造成的衰退，所以也被國民稱為「英雄皇帝」，在歷史上有正反兩面極端的評價。
另外似乎也受到馬基維利的《君主論》一書的影響。君主論的重要思想之一，就是「許多國家的首腦雖然宣揚着種種美德，但其實他們就是用違反這些美德的邪惡手段來謀奪、侵吞他國的領土。」在R2 TURN 7開頭的演說中，他以「世界在撒謊」為題，強調不列顛尼亞帝國將以其軍事力量，侵吞世上以偽善作為虛假包裝的弱國，奪取他們的勞動力、財富與權力。其實查爾斯本人對政務的態度十分冷淡，總稱它為「凡塵俗事」，把朝政一律交給第二皇子兼任帝國宰相的修奈傑爾全權打理。
持有阿卡夏之剑系統，外表看起来类似一座宫殿，查爾斯就藏身此處，獲告知此处存在的人只有朱雀。修奈杰尔可能已经从其他渠道察觉到了此处的存在(R計畫)。
擁有Geass能力（双眼），可修改別人記憶。曾对鲁路修施以Geass修改其记忆。Geass能力契约者是其兄长V.V.，目的是弑神，並與他發誓要建立一個沒有謊言的世界，而C.C.和王妃瑪莉安娜都贊同這個誓言。遇到瑪莉安娜後，漸漸對與人互相理解感到樂趣。瑪莉安娜可謂是他一生的至爱，心目中唯一承認的伴侶，地位甚至高於其兄長V.V.和所有子女(包括兩人的兒女--魯路修和娜娜莉)之上。虽然他本人给人的印象是极力主战，用战争去夺取一切，但其本意似乎又不是这样的。得知瑪莉安娜被V.V.殺害後，將魯路修兄妹兩人送離不列顛尼亞，以避開V.V.的耳目和威脅。但魯路修卻認為查爾斯根本就是將他和娜娜莉棄之不顧，寧可把侵略日本的計畫放在子女安危之上。相比不惜以子女作為Geass實驗品的瑪莉安娜，他對子女的態度比較温和。寧願以引出C.C.為由，修改魯路修的記憶，也不願處決叛國的兒子。在外傳中，也是為了阻止年幼的瑪麗蓓爾尋死而修改對方記憶。
查爾斯其實也是不列顛皇室長久以來不斷持續着宮廷鬥爭的受害者之一，母親在皇權爭權中死亡，所以他和兄長V.V.立誓，一起建立出一個「沒有人會說謊的世界」，故此他對Geass力量的研究非常痴迷。以往殘酷的經歷也導致查爾斯發展出極度憤世嫉俗的性格。
殺死親兄V.V.并奪去其Code刻印成為不死之身，刻印位於其手上。本想達成C.C.的契約願望，卻因魯路修破壞與阿卡夏之剑系統相連的思考階梯系統（見第一季涉及Geass遺跡），本人暫時被封印在阿卡夏之剑系統中。之后虽然脱身，但阿卡夏系统机能损坏，不得不使用各地的Geass遗迹进行机能恢复工作，但是被鲁路修将二人一起封闭在神根岛的Geass遗迹中，之后与瑪莉安娜一起被鲁路修所滅（事實上是類似「人間蒸發」的樣子消失在「C的世界」中，意識仍存在，永遠被囚其中）。臨死前把不完全的Code刻印傳給魯路修(當時魯路修等人皆未發現此事)，企圖以不老不死作為對魯路修違背其意志的永生懲罰。這也是C.C.能在「零之鎮魂曲」後把魯路修復活的關鍵之一。
魯路修弒父篡位後，將所有查爾斯的畫像、雕像與歷代皇帝陵墓全部摧毀。而查爾斯、瑪莉安娜的意識則持續在「C的世界」中與同被Zero(魯路修)所殺的人們一起詛咒着鲁路修，令死而復生的魯路修即使繼承Code，在現實中的意識和人格皆不穩定，連帶進入了「C的世界」的娜娜莉也受到牽連 (最終在尤菲和羅洛的意識保護下，魯路修得以順利復活，並安全地帶走娜娜莉)。
在《奪回的Rozé》中得知他為了讓自己能繼續生存，而命令威廉·皮修製造了複製人﹙諾蘭德﹚作為自己新的身體。卻由於連接諸神黃昏系統需時，再加上自身老當益壯而暫時擱置該想法。於是把複製人命名為諾蘭德·馮·呂訥堡，以「Knight Of Rounds」第五位的騎士的身份為自己效命。最終本人在「C的世界」中被魯路修消滅，導致自身把大腦移植到諾蘭德身體的計劃宣告完全失敗。
瑪莉安娜·Vi·不列顛尼亞（Marianne Vi Britannia）　声优：百百麻子／香港：蔡惠萍／台灣：龍顯蕙
- 地位：騎士侯
- 身份：第五王妃
- 年齡：26歲→29歲（KIA）
- 性別：女性
- 生日：皇曆1980年11月22日
- 星座：天蠍座
- 血型：A型
- 子女：魯路修、娜娜莉
- 重要的東西：魯路修、娜娜莉、丈夫查爾斯(實際上，查爾斯才是她最重視的人。若子女阻礙到他們的計劃，她也會選擇站在丈夫的一方，與親生子女為敵。)
- 討厭的東西：皇權爭奪
- 綽號：閃光的瑪莉安娜

曾任第六騎士，庶民出身的王妃，是查爾斯皇帝的第五個妻子，對外宣稱因恐怖襲擊不幸喪生。
瑪莉安娜王妃生前是開發階段的Knightmare駕駛員，因能力優秀而被選為騎士候。她的體能相當可怕，認真戰鬥時如果圓桌NO.1的俾斯麥不開啟他的Geass，對方會連20秒都撐不過去。僅有後來的朱雀能與她平分秋色，甚至超越她。
不過「騎士侯」這個地位在眾多王妃之間到底有多大的影響力則不得而知。但在查爾斯心目中，她確實是至愛的一位，甚至超越自幼感情深厚的親兄長V.V.。
至於與其他王族子女的關係，像是克洛維斯模仿瑪莉安娜王妃的離宮而建造ELEVEN的空中花園，以及柯內莉亞和尤菲米亞兩姐妹對她的評價也都很好，從而得知瑪莉安娜王妃應該是個相當受人尊重的王妃。部分皇子公主因敬愛她的關係而愛屋及烏，對尚在皇宮時期的魯路修兄妹照顧有加，特別是尤菲米亞。私底下，她內心最看不起的是最有繼承皇位才幹的修奈傑爾，認為他只是一個按照大眾期望做事的「資優生」，只會令世界停滯不前。
瑪莉安娜當Knightmare測試機駕駛員的時候，所用的機體是第三代的Knightmare，亦即是格拉斯哥之前的一代Knightmare。格拉斯哥作為第四代Knightmare，是根據在第三代Knightmare上獲得的巨大成功改進而來。同時，格拉斯哥也是以後各代Knightmare的基礎型號。
當時這台測試性的第三代Knightmare機體，是阿什弗德家開發的，學院的理事長（會長的爺爺）因這開發項目耗費了家族巨大的人力財力。後因王妃死去，阿什弗德家失去了爵位，也同時失去了Knightmare的生產權，以及眾多的一線技術開發人員，導致阿什弗德家的衰落。但阿什弗德家出於敬重王妃的恩情，而無條件照顧失去皇族特權的魯路修兄妹。
有关玛丽安娜与C.C.等人的关系，亦渐渐显露出来。21年前（皇历2018年），皇帝查尔斯正值壮年，年仅17岁（第二季确是如此设定，与第一季时间有冲突）的瑪莉安娜作为骑士侯活跃於战场上，與C.C.是战友。二人当时就与V.V.认识，三人之间的表面关系非常好……但瑪莉安娜和查爾斯的關係卻遭到V.V.的嫉妒。
拥有C.C.赋予的Geass能力，但是却从未正式履行过契约，长於心计。此外，她把脴胎時期的魯路修兄妹用作提升R因子(王之血統)的Geass實驗，務求兩人皆可成為高階Geass能力者。因此，娜娜莉自幼便擁有第六感，在自身沒有獲得Geass能力的情況下，仍可看穿他人的真偽。
有关於8年前被杀的真相，当天瑪莉安娜因应约，要求柯內莉亞撤走卫队，深夜单独到白羊宫和V.V.見面，即場被V.V.以红颜祸水理由所杀。瑪莉安娜拥有进入人心的Geass能力，但因為其R因子不高，故此Geass能力只可在临死的时候使用，於是瑪莉安娜被殺時藉著Geass进入当场的目击者阿妮亞体内隐藏起来，避过了V.V.的耳目，当其意识上升到表层的时候，便可与C.C.交谈。C.C.被告知杀害真相後，转手将Geass嚮团交给V.V.，自己前往日本。皇帝查尔斯同样被告知真相，直接引发后来V.V.被杀。秘密保存遗体则是保存复活的可能性(但V.V.早就知曉保存遺體一事，只是不知道瑪莉安娜的Geass和意識尚存的事實)。
至於鲁路修看见母親的血案现场，则是V.V.伪造而成的，娜娜莉也被拉来参与了伪造现场，之后阿妮亞和娜娜莉的记忆被Geass改写，娜娜莉的失明也是因为Geass造成的假象（使包括娜娜莉本人在内的所有人都以为她自己是失明和残疾了，但實際上只有雙腿是真的被V.V.安排的手下打至殘癈，確保她日後不能繼承Geass或發揮從母親身上繼承的體能）。之后娜娜莉和鲁路修被以远离是非之地及保证安全躲过V.V.耳目的理由，送往日本作为人质。
鲁路修知道真相之后，對父母為求達到自己目的而拋棄自己和娜娜莉一事感到憤怒，将双亲杀死（事實上是類似「人間蒸發」的樣子消失在「C的世界」中，靈魂永遠詛咒着魯路修，而她和查爾斯也掌控着「C的世界」之核心，故該世界必須只有在Code擁有者或兩人的共同血親(即娜娜莉或魯路修)作媒介才能進入）。
在《Lost Stories》中揭露是該作的反派卡莉·迪賽爾的好友，自擔任騎士的時代便認識，實力相當強大的對手兼同僚。因向她透露阿卡夏之剑系統的存在(能和逝者溝通，和世人意識融合的功能)，吸引對方暗中注資參與計劃。雖然卡莉不太清楚C的世界原理，以及code和geass的存在，但也因此引起她對求所不得的妹妹和外甥女莉娜起了殺心，造成《Lost Stories》主角的家人全數死亡。
奥德修斯·Wu·不列顛尼亞（Odysseus Wu Britannia）　声优：山野井仁／香港：蕭徽勇／台灣：于正昌
- 年齡：32歲（KIA）
- 性別：男性
- 人種：不列顛尼亞人
- 生日：皇曆1986年5月16日
- 星座：金牛座

不列顛尼亞帝国第一皇子，帝国皇儲，最有可能成為下一任不列顛尼亞帝國皇帝的人，生性溫厚，和第二皇子修奈傑爾及其他才幹出眾的弟妹們相比，他各方面的能力都相當普通。在皇帝不在的時候，由其主持內閣會議。魯路修稱他為「那個庸人」。對所有弟妹皆温柔地對待，視他們為親人。是少數對魯路修和娜娜莉仍然在世及先後回歸皇室，感到歡喜和絲毫沒有介蒂的皇子 (因為他不清楚魯路修以Zero身份在世界中所牽起的風波)。
曾被安排與中華聯邦的天子締結政治婚姻，不過最後被Zero及黑色騎士團破壞婚禮現場。對於顏面盡失這件事，其本人似乎並不介意（相反皇室的其他成員似乎非常惱火）。
之後被魯路修施以Geass，成為效忠魯路修的基層士兵。最後在修奈傑爾的達摩克里斯發射「愛之女神」摧毀首都時，當時身處首都的他被捲入「愛之女神」的爆炸中死亡。
修奈傑爾·El·不列顛尼亞（Schneizel El Britannia）　声优：井上倫宏／香港：雷霆／台灣：康殿宏
- 年齡：27歲 →28歲﹙R2﹚→30歲﹙復活的魯路修﹚→35歲﹙奪回的Rozé﹚（POW）
- 性別：男性
- 人種：不列顛尼亞人
- 生日：皇曆1990年1月12日
- 星座：摩羯座
- 血型：AB型
- 身份：不列顛尼亞帝國內閣總理大臣、神聖不列顛尼亞帝國第二皇子、神聖不列顛尼亞帝國第二顺位皇位繼承人、不列顛超合眾國代表
- 昵稱：白色皇子

不列顛尼亞帝國第二皇子。在國際象棋上是魯路修唯一一個從來沒贏過的人（毛不算在內的話），權力比柯內莉亞更高，可發出準一級的命令（命令撤銷需要總督以上級別或者同時有三名將軍以上級別軍官簽字同意才能撤銷）。外表溫柔，風度翩翩，但是因為沒有欲望所以從不執着於任何事物上，包括自己的生命。一般狀況下會盡量不讓自己的部下和身邊的人犧牲，但是一到必要時刻就會毫不猶豫地犧牲他人甚至是自己的生命，因此企圖用愛之女神攻擊世界各國的大都市，不惜犧牲世界數億甚至數十億人，讓全世界體會戰爭的悲傷，藉此讓所有人類放棄抗爭。對朱雀的升遷打從心中表示祝賀。據柯內莉亞所言，他是最適合繼承皇位的人，若非生不逢時(指他生於必須要行使軍事力量的時代，並非長子/皇儲，更有一個擁有Geass、政治及指揮能力皆匹敵他的皇弟魯魯修與他競逐)，必然是一個受人愛戴的好皇帝。而瑪莉安娜則認為他只是一個沒有自我的「優等生」，容易受他人的意願隨波逐流，不是一個能成為王者的人。
第三皇子死後，巴特雷及其所屬部下轉到修奈傑爾旗下，得以繼續研究（包括C.C.、神根島遺跡、傑瑞米亞的改造試驗）。歸他直屬的機構是特別派遣嚮導技術部。
想利用行政特區日本作為瓦解京都六家與黑色騎士團的計策。得知成立典禮會場發生大屠殺後驚愕不已。主动请缨率领救援部队出发，於30小時后抵达。
7年前，受到皇帝的命令，将瑪莉安娜的遗体秘密运出，是知道當年部分真相的关键人物。
第二季离开了11区，以非常优秀的战略家在前线指挥对EU的战斗，佔領EU一半的國土，並迫使EU和談。安排尼娜做主任的項目，以研發愛之女神大規模殺傷性武器。
暗中收集關於Geass和ZERO真實身份的情報，漸漸得知Geass的實質。根據朱雀追蹤尾隨ZERO獲悉其真面目，提重要証據給黑色騎士團，讓ZERO垮台。与黑色骑士团展开谈判，對皇帝沒有絲毫的好感，之后因为皇帝告知战事等都是俗事，終於讓修奈傑爾下定决心以自己的實力奪取皇位，和朱雀作了交涉，聯合起來謀劃了政變。
擔任旧皇帝派實際领导人，並推舉娜娜莉為名義上的領導者(因他十分清楚娜娜莉是魯路修的軟肋)、新任皇帝，与鲁路修对立。並使用愛之女神摧毀帝都潘德拉剛。與超合眾國聯合對抗魯路修的不列顛尼亞帝國，並在富士山一帶大規模發射愛之女神。在魯路修等人進入天空要塞達摩克里斯後，準備逃走並讓魯路修、娜娜莉和要塞同歸於盡，但被搶先一步到達的魯路修施以聽命於Zero的Geass，繼而投降。在Zero鎮魂曲後，接任不列顛合眾國正式代表，以其智略輔佐Zero和娜娜莉。
在《復活的魯路修》中，似乎受著扮演Zero的朱雀和娜娜莉的治國理念影響，使之在Geass下處事態度轉趨溫和，與其他歸順的人員合作無間，只在維護國家主權方面才顯出過往的強硬派作風。期間把帝國瓦解分裂後的領土逐一收復，然而仍有舊貴族不滿民主制統治的不列顛合眾國，爆發過多次小規模的復僻危機，最終在光和3年至7年期間(《奪還的roze》)由以前「Knight Of Rounds」第五位諾蘭德·馮·呂訥堡為首的被驅逐出國的舊貴族們佔領北海道地區和天空要塞預備機，建立以傀儡皇帝為政權代表的新不列颠尼亞帝國。
克洛維斯·La·不列顛尼亞（Clovis La Britannia）　声优：飛田展男／香港：蘇強文／台灣：何志威
- 年齡：24歲（KIA）
- 性別：男性
- 人種：不列顛尼亞人
- 生日：皇曆1993年10月14日
- 星座：天秤座
- 血型：O型
- 角色能力：藝術性：10，演說：8，指導力：6，精神力／行動力／思考力：4

不列顛尼亞帝國的第三皇子，11區的總督，魯路修同父異母的哥哥。愛好繪畫，留下不少畫作。曾明言比較喜歡當一名藝術家，但奈於皇帝對於皇子們必須參政或參軍的安排下，選擇擔任殖民地的總督。
畫有一幅魯路修、娜娜莉和瑪麗安娜王妃的畫。位於日本的總督府也是依據白羊宮的格局而建。從尤非與柯內莉雅的對話可知，雖然克羅維斯小時候常跟魯路修鬥嘴，每次下棋皆輸給對方，但實際上心裡非常喜歡他們。
屬下的巴特列將軍秘密領導一個研究所负责研究C.C.。之後進行新宿掃蕩作戰，屠殺新宿區的反抗勢力與平民時，被潛入的魯路修所槍殺。
吉妮薇爾·Do·不列顛尼亞（声优：麻見順子／香港：謝潔貞／台灣：）
- 年齡：不明（KIA）
- 性別：女性
- 人種：不列顛尼亞人

不列顛尼亞帝国第一皇女，實際上是皇帝的次女，長姊是在皇帝登基前已出嫁日本及歸還皇族身份的雪莉。政治實力明顯比奥德修斯強大，在修奈傑爾不在首都時，擔任皇室繼承人中的實際領導者。
之後被魯路修施以Geass，效忠魯路修而成為了女僕。最後在修奈傑爾的達摩克里斯發射「愛之女神」摧毀首都時，當時身處首都的她被捲入「愛之女神」的爆炸中死亡。
柯內莉亞·Li·不列顛尼亞（Cornelia Li Britannia）　声优：皆川純子／香港：陸惠玲／台灣：龍顯蕙
- 年齡：27歲 →28歲﹙R2﹚→30歲﹙復活的魯路修﹚→35歲﹙奪回的Rozé﹚
- 性別：女性
- 人種：不列顛尼亞人
- 生日：皇曆1990年1月13日
- 星座：摩羯座
- 血型：O型
- 身份：不列顛尼亞帝國的第二皇女、不列顛尼亞帝國11區總督、黑色騎士團總司令
- 昵稱：不列顛尼亞魔女
- 角色能力：運動能力／思考力／指導力／行動力：10，精神力：8，博愛：4
- 駕駛機體：RPI-00/SC 格洛斯特・柯內莉亞機、UPI-15/Z 奎茵蘿塞斯Z型

不列顛尼亞帝國的第二皇女。魯路修同父異母的姐姐。蔑稱榮譽不列顛尼亞人為數字（ナンバーズ）。
有著不列顛尼亞魔女的異名，非常擅長操作Knightmare，並與直屬的親衛隊們駕駛著專用的Knightmare格拉斯哥侵略世界各地與掃蕩反抗軍，獨自一人毀掉了中東地區的一座城堡，並將其征服而成立了18區（エリア18）。
對其唯一同父同母的胞妹尤菲的關愛比其他人有過之而無不及，也成為其弱點。她也疼愛異母弟妹們，為了替死去的克洛維斯和聲稱已死亡的魯路修兩兄妹報仇，而前往11區擔任總督。
指定由樞木朱雀執行處死藤堂鏡志朗的任務，似乎除了蔑視之外，還對朱雀抱持著極高的警戒心。但似乎受到尤菲的影響，對朱雀的信任開始增加。通知朱雀Zero的去向時，授予騎士侯的地位。
相當仰慕瑪莉安娜王妃，受其影響而選擇參軍，對小時候的魯路修和娜娜莉也照顧有加。曾對瑪莉安娜王妃被殺的事件進行了詳細的調查，但遭受到皇帝命令的修奈傑爾阻止。7年前是她率领负责守卫宫殿的卫队，却被玛莉安娜要求撤走大部分守卫人员，使得7年前的袭击发生。
對尤菲提出的特區方案持反對態度，但是在STAGE 23中因為尤菲被殺而受到嚴重的精神打擊。與Zero交戰幾乎獲勝之時，被中了Geass的属下达尔顿打成重伤。得知Zero真實的身份。
黑色叛亂之后，辞任总督职位，之后行踪不明。(實際上為了查清Geass的真相，替尤菲洗脱污名。)
仅凭一己之力找到Geass嚮团的核心设施之一的研究所及其关键人物巴特列将军，已知Geass能力实质。之後被圍殲嚮團的魯路修給拘禁，从被黑色骑士团拘禁的房间中逃脱，與兄長修奈傑爾等人會合。
在得知兄長修奈傑爾的計劃，並打算加以阻止時，被暗藏的機關槍射擊，但並未死亡，逃過死劫後暗地裏行動，與黑色骑士团和叛逆皇族的殘黨合作，直至目睹鎮魂曲的最後一幕。在魯路修死後，定居於和平後的日本，並加入黑色騎士團。
在《復活的魯路修》中，參與營救娜娜莉的前線行動，並重遇復活後的魯路修，目睹對方甘願捨棄自己的舉動後才再報以信任。
在《奪回的Rozé》成為黑色騎士團的總司令，知道蘿傑就是真正的皇朔夜，形容對方是「真是個活潑的外甥女」，並為她提供物資。其後在威基基駕駛奎茵蘿塞斯Z型迎擊在當地不斷屠殺平民的無人機「洛基」。在諾蘭德死後負責掃蕩滿佈全世界的「洛基」。
尤菲米亞·Li·不列顛尼亞（Euphemia Li Britannia）　声优：南央美／香港：曾佩儀、何璐怡（代配）／台灣：
- 年齡：16歲（KIA）
- 性別：女性
- 人種：不列顛尼亞人
- 生日：皇曆2001年10月11日
- 星座：天秤座
- 血型：B型
- 身高：172CM
- 角色能力：博愛／母性／行動力：10，精神力／指導力：8，思考力：6

不列顛尼亞帝國的第三皇女。性格温和但可愛外表下有著堅強的意志，是王族中少数不排挤日本人（Elevens）的成员之一，對於不列顛尼亞採取的種族歧視政策感到心痛。是學生同時也是11區的副總督，在11區遇見朱雀，簡稱自己為「尤菲（ユフィ）」。雖然她在大眾眼中是一個「花瓶」公主，但是她的大局观甚至比鲁路修还强，會把理性置於感性之上。。在動畫STAGE 20中朱雀有提到，將他送入魯路修的學校的人就是她。
之后任命朱雀為其專屬騎士。并且在無人島上道破魯路修就是Zero的事实。之后潛入阿什弗德學園，見到娜娜莉并與之相認。在得到修奈杰爾的支持下，提出自己的政治主張，在11區建立日本行政特區。她也為此放棄自己的皇位繼承權。此舉是為了替魯路修和娜娜莉安排容身之處（她前來日本就是為了尋找魯路修兄妹的下落），但魯路修判斷這樣會導致黑色騎士團的瓦解，因此引起其恨意。後來在典禮前，尤菲表達了自己的誠心而和魯路修和解，但是被魯路修突然暴走的Geass所影響，下令屠殺11區居民。最后魯路修親手開槍殺死受Geass暴走狀態影響的尤菲。在魯路修開槍後表示「尤菲」曾是初戀對象（跟娜娜莉談到喜不喜歡「尤菲」，他說曾經喜歡過），是除了娜娜莉之外，魯路修少數喜歡的皇族成員，也是與他們感情最好的異母姊妹。魯路修對尤菲的死感到愧疚，所以在後來娜娜莉重新提出「日本特區」政策時，選擇較溫和的手段來作出讓步。
死前曾因朱雀的日本人身分啟動Geass，但以其意志抵抗，是唯一一個靠自己的意志成功從魯路修的Geass中脫離的人，留下對朱雀的告白後香消玉殞。死後在充滿對魯路修怨恨的「C的世界」中，出手保護魯路修和娜娜莉，可見她仍然視他們為家人，在死後也沒有恨過，甚至原諒殺死她、令她成為罪人的魯路修。
按不列顛尼亞帝国官方记录，是由於提议设立东京特区，被剥夺皇籍，处以死刑而亡。在R2的小说中，则被记录为当时精神失常所致。
在PS2和PSP遊戲中，則會被主角用Geass給救回阻止日本行政特區事件，而未發生第一次東京決戰。
卡莉努·Ne·不列顛尼亞（Carine Ne Britannia，声优：本井英美／香港：林元春／台灣：雷碧文）
- 年齡：15歲（POW）
- 性別：女性
- 人種：不列顛尼亞人
- 生日：皇曆2003年

不列顛尼亞第五皇女，和娜娜莉雖同年，但是比其較年长，和娜娜莉之间的关系非常恶劣。她本身就看不起繼承排名靠後的異母兄弟姊妹，只管討好及拉攏排名前五名之內的異母兄姊，以求獲得更多資源。
之後被魯路修施以Geass，效忠魯路修而成為了女僕。在修奈傑爾的達摩克里斯發射「愛之女神」摧毀首都時被專屬騎士救出。其後失去了記憶。
雪莉·Me·不列顛尼亞（Sherry Me Britannia）
- 年齡：不明
- 性別：女性
- 人種：不列顛尼亞人

原本是不列顛尼亞帝國真正的第一皇女，查爾斯登基前出生的第一個孩子，為眾皇子公主的長姊。早於父親登基前已歸還皇族身份及放棄皇位繼承權﹙因此被稱為「夢幻的第一皇女」﹚，和日本皇族、北海道領主皇重護結婚，並生下女兒皇朔夜。
以不列顛尼亞皇族身份與父親查爾斯交涉，成功保護北海道領地內的日本人自由，最終在皇朔夜年幼時病逝。
生前建立的温伯格騎士團成員是由追隨她來日本的不列颠尼亞貴族組成，本意是維持北海道領地的治安和防衛，卻由於部分次世代成員(初代成員的子女)不滿效忠她身為日本皇族的丈夫和女兒，也歧視日本人為11區人。在她死後，趁着復辟熱潮，和諾蘭德勾結，助他入侵北海道建立新帝國政權，温伯格騎士團也成為政權軍事核心，擁有猶如圓桌騎士團的地位和編制。

卡里斯·Di·不列顛尼亞（Callis Al Britannia，聲優：市之瀨加那（日本））
- 年齡：10歲﹙奪回的Rozé﹚
- 性別：男性
- 人種：不列顛尼亞人
- 生日：皇曆2015年
- 不列颠尼亞第108皇子 ，也是查理斯記錄上最年幼的孩子。在帝國被推翻後(零之鎮魂曲)，為數不多的倖存皇族之一，遭第五騎士諾蘭德利用，在光和3年(6歲)被推舉為新不列颠尼亞帝國第100代皇帝，但實為人盡皆知、毫無實權的傀儡皇帝，十分恐懼諾蘭德。唯一相任的人是曾從暗殺事件救過自己，也真心温柔對待他的娜塔莉亞，曾期待過自己能像普通人般自由逛街，光顧娜塔莉亞的喫茶店/咖啡店。在光和7年遭諾蘭德下毒暗殺，對外宣稱為心臟病發死亡，並以皇朔夜﹙實際是作為替身的櫻﹚代替他成為下任皇帝，企圖以此威脅反抗軍勢力和黑色騎士團。

### Knight Of Rounds（ナイト・オブ・ラウンズ）
不列顛尼亞皇帝親自統帥的皇帝直屬親衛隊，是帝國最強的精銳騎士團，每位圓桌騎士的權力都與皇族差不多，但仍受制於皇族。作為不能世襲的騎士候，他們也需要向騎士階級以上的貴族行禮。大部份成員在討伐第99任皇帝魯路修時，被朱雀擊殺。

圓桌騎士一共由12人組成，部份為空席。12位骑士如下：
Knight of Zero 
樞木朱雀
作為超越『Knight Of Rounds』的Knight Of Zero（但在动画R2 FINAL TURN中，朱雀的墓碑上刻的是KNIGHT THE ZERO），由魯路修授予樞木朱雀的稱號，被俾斯麥批評是個「毫無尊嚴的稱號」。
Knight of One 
俾斯麥·瓦尔德施泰因（Bismarck Waldstein，声优：內田聰明／香港：葉振聲／台灣：于正昌）
- 年齡：40歲（KIA）
- 性別：男性
- 人種：不列顛尼亞人
- 生日：皇曆1978年12月23日
- 星座：摩羯座
- 駕駛機體：RZA-1A 加拉哈特

未婚，曾受瑪莉安娜的命令當娜娜莉的保母，不過卻被娜娜莉的哭聲給打敗。
灰蓝色头发，身着白色披风，左眼平时闭起。
是「Knight Of Rounds」中的最强骑士。在“血之紋章”事件時死守城門，為事件中唯二沒有叛變的圓桌騎士。在該事件後，當時最強圓桌騎士「闪光的瑪莉安娜」成為帝國皇妃，俾斯麥因而繼任為Knight of One（他原本為Knight of Five，而當時圓桌騎士只剩兩名，他和瑪莉安娜）。是除了查爾斯之外，少數知曉瑪莉安娜本質的人(是指她為了守護查爾斯，連阻礙他們的親生子女都可以捨棄的人)。
Knight of One可以任意選擇一個地區由自己來管理，是其他很多骑士向往的目标，例如纯血派的傑瑞米亞。
因「第一騎士」的封號一般都是由不列顛尼亞皇帝親自冊封，故俾斯麥對查爾斯皇帝絕對忠誠。在朱雀刺杀皇帝时救走皇帝。
在莫妮卡母親的家族金茲布魯克家引發的「伊尤尼利斯特之亂」時，作為帝國一方的主帥負責鎮壓叛亂，事後把參與叛亂的金茲布魯克家男丁悉數處死。
俾斯麥是圓桌騎士中唯一的Geass能力者，其被封闭的左眼藏有看透未来的Geass能力，知道Geass的实质。
魯路修弒父篡位後，與其他Knight Of Rounds一起討伐魯路修，與朱雀对战時發動了Geass，曾一度壓制朱雀，但最後朱雀因被魯路修施加的Geass命令「活下去！」成功击败并消灭俾斯麥。他成为该场战斗中第三个被朱雀击杀的圆桌骑士。
Knight of Two 
貝爾托莉絲·法蘭克斯（Beatrice Franks）
- 年齡：25岁（大约）
- 性別：女性
- 生日：不明
- 人種：不列顛尼亞人

僅出現在小说之中，R1正式劇情開始前已經返還骑士稱號，不再上战场。柯內莉亞乳母之女。身份為公爵，后来成為不列顛尼亞皇帝的首席秘書官兼特務總監，被其他圓桌騎士稱為「失落之劍」——失去劍的騎士。在吉诺等圓桌騎士的眼中，這個女性就好像無論對什么事都会絮絮叨叨的經紀人一樣，擁有管理其他圓桌騎士的權力。第二次東京決戰時救出娜娜莉的真正策劃者，也是柯內莉亞尋找證據證明尤菲米亞清白時的幫助者（提供Geass資料以及協助掩飾柯內莉亞的行蹤）。
本身為劍術高手。性格冰冷，說話總是用冷淡的語氣，戴着一副讓人聯想到精明能幹的無框眼鏡，操作Knightmare的技術為恐怖等級。與柯內莉亞和諾奈特·艾妮亞古拉姆师出同门，由「闪光的瑪莉安娜」教授劍術，也由她推薦成為圓桌騎士的候補生。
米凯勒·文费洛迪（Michele Manfredi，声优：三宅健太／香港：劉奕希）
- 年龄：不明（KIA）
- 性別：男性
- 人種：不列顛尼亞人

《亡国的阿基德》中登场的人物，圣米迦勒骑士团团长。
原第二骑士。在貝爾托莉絲卸任「第二騎士」後繼任該位置。相比查尔斯皇帝给予的地位，他选择为维兰大公竭尽忠诚，辞去第二骑士的身份移籍至欧洲不列颠。担任圣米迦勒骑士团团长。被真用Geass杀死。
Knight of Three 
吉諾·拜因貝魯克（Gino Weinberg，声优：保志總一朗／香港：陳繼恆→梁偉德／台灣：蔣鐵城）
- 年齡：17歲﹙R2﹚→19歲﹙復活的魯路修﹚→24歲﹙奪回的Rozé﹚
- 性別：男性
- 生日：皇曆2001年11月27日
- 星座：射手座
- 血型：B型
- 身高：186CM
- 駕駛機體：RZA-3F9 崔斯坦、RZA-3F9X1 崔斯坦‧Divider

金色头髮的青年男子，有三个小辫子，身着铬绿色披风，位居「Knight Of Rounds」第三位的骑士，討厭和自己老爸吃飯，起初歧視number出身的朱雀，但與朱雀在第七騎士典禮上用Knightmare交手後徹底改觀，因而和朱雀的关系很不错。自身是名门贵族出身，不過卻由旁系家族帶大，是一位不依靠家庭背景和親兄弟，靠着自身超绝的技艺赢得现在的地位。驾驶的专属机体是崔斯坦，為中世紀傳說亞瑟王的圓桌騎士中的一員。
在配图广播剧TURN 12.31中，在11區克洛維斯设计的賭場玩角子机時說過角子机怎麼這麼簡單，轉速都這麼慢，因而被卡諾等人認為“圓桌騎士都是變態”。
在朱禁城裡的訂婚宴會上遇到卡蓮，表明她屬於自己喜歡的那一種女性。和阿妮亞加入了阿什弗德学园的学生会。在11區時常會找部下出去買些11區小吃，曾經請過娜娜莉吃鯛魚燒。
得知修奈傑爾準備發動政变，因不愿参与而被软禁。與其他Knight Of Rounds一起討伐魯路修，和朱雀对战時机体嚴重損毀而败退。及後加入舊皇帝派和黑之騎士團的同盟，拉克夏塔將機体修好並強化其能力，在日本上空再次和朱雀對戰，再次被朱雀擊敗，機體兩斷。
由廣播劇得知，魯路修死後，在世界各地旅行探險，並與卡蓮通信。後來加入了黑色騎士團，多次擔任外交談判的代表之一。由之後的出版品和OVA得知，因花心導致名聲很差，似乎受卡蓮以及其他女性的排斥，故此多屬自作多情。
在《奪回的Rozé》成為黑色騎士團的航空幕僚長。其後在威基基駕駛崔斯坦‧Divider迎擊在當地不斷屠殺平民的無人機「洛基」。在諾蘭德死後與柯內莉亞掃蕩滿佈全世界的「洛基」。
Knight of Four 
多罗西娅·厄恩斯特（Dorothea Ernst，声优：井上喜久子／香港：高可慧／台灣：雷碧文）
- 年齡：27歲（KIA）
- 性別：女性
- 人種：不列顛尼亞人
- 生日：皇曆1991年9月17日
- 星座：處女座
- 駕駛機體：RZA-4EE Palomides

皮肤黝黑的強氣御姐，身著水藍色披風，可與俾斯麥·瓦尔德施泰因相比的女豪傑。
动画中在R2 TURN 22首次登场，與其他Knight Of Rounds一起討伐魯路修，和朱雀对战而死。
Knight of Five ナイトオブファイブ
諾蘭德·馮·呂訥堡（Norland von Lunebelg，聲優：安元洋貴）
- 年齡：不明（KIA）
- 性別：男性
- 人種：不列顛尼亞人
- 生日：不明
- 星座：不明
- 血型：不明
- 身高：不明
- 駕駛機體：RPCX-01K 弗爾伯特

《奪回的Rozé》中出場，現任拜因貝魯克騎士團的首領「白色國王」，也是該作最終反派。查爾斯在位時期身穿黃色披風，位居「Knight Of Rounds」第五位的騎士。在R2時期沒有參與舊皇帝派和魯路修的新皇帝派紛爭。在帝國轉制為共和國後，率先反對民主制統治及領導舊貴族復辟，先後把年幼的第108皇子卡里斯和前皇帝查爾斯的日英混血兒外孫女皇朔夜(實為其替身小櫻)推上皇位，建立以傀儡皇帝為政權的新不列顛尼亞帝國。
與修奈傑爾領導的共和國政權及黑色騎士團多番交戰，在光和3年被逼撤出原本的領地呂訥堡，卻和原屬於大公主雪莉名下的温伯格騎士團勾結及收為部下，佔領北海道地區4年，並重新恢復數字殖民政策。期間把超合眾國派出的和談代表殺死，把屍體送返的激進方式拒絕和談，更在暗中刺殺卡里斯身亡。同為圓桌騎士的吉諾也不理解他的目的和效忠對象，認為他只是把舊貴族和可掌控的傀儡皇帝們視為工具，並非真心想復辟帝國。
真正身份是威廉·皮修以查爾斯·Di·不列顛尼亞為原型所製作的複製人，也是其預備用的身體。卻由於連接諸神黃昏系統需時，再加上查爾斯年老時的身體仍舊健壯而暫時擱置該想法。其後由於查爾斯被魯路修殺死以致查爾斯移植大腦到諾蘭德身體的計劃宣告完全失敗。
在朔夜闖入新不列顛尼亞帝國的政廳時揭露其真正目的是滅絕人類。原因是對人類的存在感到噁心，甚至到了生理上感到厭惡的程度。為了達到目的而秘密研究Geass的實驗和開發無人機洛基向全世界宣戰。也有培養孤兒為死士殺手或騎士，若任務失敗就要求對方自裁。
在最終決戰中駕駛弗爾伯特，並操控無人機「洛基」對全球人類展開大屠殺，後來被朔夜和阿修阻止，被「Zi-奧爾蒂賈」的刀臂貫穿駕駛艙而敗北。之後回想起自己當初殺死尼可的真正原因其實是對阿修和尼可的兄弟情深抱有「妒忌」的情感。最後在滅絕人類計劃失敗後引爆弗爾伯特與阿修同歸於盡。
Knight of Six 
阿妮亚·阿鲁斯特莱依姆（Anya Alstreim，声优：後藤邑子／香港：高可慧／台灣：）
- 年齡：15歲﹙R2﹚→17歲﹙復活的魯路修﹚
- 性別：女性
- 人種：不列顛尼亞人
- 生日：皇曆2003年10月26日
- 星座：天蠍座
- 血型：AB型
- 身高：147CM
- 駕駛機體：RZA-6DG 莫德雷德

粉色头髮，身着粉色披风，位居「Knight Of Rounds」第六位的女騎士，騎士團中最為年幼。对骑士的称号和立场很珍视，是一位散發著憂鬱氣質並且沉默的少女。因為駕駛Knightmare機體關係常被誤認為Knightmare技術普通，但是其本身Knightmare技術十分高超，有著用第三世代機體虐殺多台第四世代機體的紀錄。於「黑色叛亂」後擔任被V.V.接回不列顛尼亞本國的娜娜莉的「守護騎士」，因年紀相近且不帶惡意的本質（不少安排在娜娜莉身邊的輔助者皆看不起她，認為這位「花瓶」公主僅為象徵性的總督，比有柯奈莉亞勢力支持的尤菲更差）而令她和娜娜莉關係十分要好。和吉諾与朱雀關係看似十分不错的样子，但實際卻認為他們很「奇怪」所以是記錄的對象。喜欢用手机拍照及写博客，並不認為這些相片是回憶而是「記憶」。驾驶的专属机体是莫德雷德， 為中世紀傳說亞瑟王的圓桌騎士中的一員。
在天帝八十八陵和C.C.交战的过程中，与C.C.产生过共鸣，因分神被朝比奈机击坠。
之後加入阿什弗德学园的学生会。
在八年前來皇宮見習禮儀，與尚在不列顛尼亞本国白羊宫居住的魯路修相識。並目击瑪莉安娜被殺，瑪莉安娜利用GEASS附身於她，这一段记忆后来被得知真相的查爾斯用GEASS篡改，以致她日後記憶必須依靠相機和博客來記錄每天發生的事。
从R2 TURN 12中看出其对魯路修有一定好感。
最後決戰中，莫德雷德被桑德蘭·齊格的自爆重創，並被傑瑞米亞使用Geass消除器消除控制記憶的Geass，之後和傑瑞米亞一起種植橘子。
Knight of Seven 
樞木朱雀
見「樞木朱雀」
Knight of Eight 
不明。
Knight of Nine 
諾奈特·艾妮亞古拉姆（Nonette Enneagram，声优：新井美）
- 年齡：29歲﹙R2﹚→31歲﹙復活的魯路修﹚
- 性別：女性
- 人種：不列顛尼亞人
- 生日：皇曆1989年7月4日
- 星座：巨蟹座
- 駕駛機體：RZX-7  蘭斯洛特 Club

首先在PS2与PSP版游戏中登场的新人物。是第二皇女柯內莉亞在士官学校时代的前辈，本身為劍術高手。
动画中在R2 TURN 2首次登场，与俾斯麥、莫妮卡、吉諾、樞木朱雀、阿妮亚、魯基亞諾一同收看ZERO的复出演讲。R2 TURN 21中与吉诺、莫妮卡、俾斯麦观看鲁路修的即位直播。但由於被安排看管反對使用達摩克里斯的格琳達騎士團，所以沒有參與圓桌騎士討伐戰。
灰白頭髮的強氣御姐，身著紫色的披風，很有強氣大姐姐的風範，沒有傳統不列顛尼亞人歧視Number的觀念，本身十分關心柯內莉亞會到11區的原因也擔心她。
在PSP、PS2遊戲中曾駕駛 格洛斯特(グロースター，Gloucester) 將朱雀和主角打的慘敗，並同時說明：「圓桌騎士不論出身，擔任資格只需要『強』一個字而已。」并且可以得知柯內莉亚并不擅长应付諾奈特。PSP、PS2遊戲中因皇帝的命令前往11区视察。因為柯內莉亞關係參加了尤菲米亞的日本特別行政區的創建典禮。
在《復活的魯路修》中於扇和維蕾塔的婚禮中與雷歐哈特、奧德琳、瑪莉卡一同短暫出場，已正式加入格琳達騎士團，以前輩身份協助奧德琳團長，訓練新成員和參與討伐舊貴族復僻戰爭。
Knight of Ten 
魯基亞諾·布蘭德利（Luciano Bradley，声优：私市淳／香港：陳廷軒／台灣：康殿宏）
- 年齡：26歲（KIA）
- 性別：男性
- 人種：不列顛尼亞人
- 生日：皇曆1992年4月19日
- 星座：白羊座
- 駕駛機體：RZA-10JS 帕西瓦爾

橘色頭髮，身材高大，身着橙色披风，與其他圓桌騎士的關係不佳（尤其是吉諾和後期加入的朱雀），甚至不把總督娜娜莉放在眼裡。
生性嗜血、愛好殺戮，人称「不列顛尼亞帝国的吸血鬼」，手下有直属部队女武神队。隨身攜帶數把飛刀當作武器，並自詡為「殺人的天才」。另外以「猴子」蔑稱卡蓮。
在第二次東京決戰同红莲圣天八极式的交战中，被卡蓮消滅，遺言是：「我的生命會被毀滅，你這個猴子！」
Knight of Eleven 
不明。
Knight of Twelve 
莫妮卡·庫魯席夫斯基（Monica Kruszewski，声优：後藤邑子／香港：鄭麗麗／台灣：）
- 年齡：19歲（KIA）
- 性別：女性
- 人種：不列顛尼亞人
- 生日：皇曆1999年5月3日
- 星座：金牛座
- 駕駛機體：RZX-12TM1 佛羅倫斯[12]

金色长发、皮肤白皙、身著嫩綠色披風，看似純情可憐、溫柔乖巧，然而她的力量在帝國當中卻屈指可數。
實際上是查爾斯與金茲布魯克家的千金娜塔莎的私生女，是魯路修和娜娜莉同父異母的姐姐。在母親的家族引發的「伊尤尼利斯特之亂」被俾斯麥鎮壓時出世，在金茲布魯克家被滅族後由侍女交由與金茲布魯克家有親屬關係的庫魯席夫斯基家撫養。但查爾斯本人卻對莫妮卡是自己女兒一事毫不知情。成為圓桌騎士的原因是為了讓不知道自己存在的查爾斯證明自己存在的價值。
於R2魯路修叛變時擔任「大不列顛尼亞號」浮空艦的指揮官，指揮部隊反擊被Geass控制的不列顛尼亞士兵。
R1、R2中間的幕間E.U 戰爭領導著皇帝直屬的第12軍指揮官指揮聖米格爾（位於西班牙）一代的戰略，派遣格琳達騎士團前往貝賈亞（位於北非）西南方的格里高地的不列顛尼亞軍驻地。
與其他Knight Of Rounds一起討伐魯路修，和朱雀对战而死。

### 特別派遣嚮導技術部（簡稱：特派）
特派是不列顛尼亞帝國第二皇子直接派到 11區（日本）的部下，目的是為了取得戰鬥數據，只聽命於二皇子修奈傑爾。特派的領導人——羅伊德伯爵，是二皇子的朋友兼同學。黑色叛亂一年后，因为朱雀成为皇帝直属骑士，所以特派一并变成皇帝的直属机关——Camelot。鲁路修继位后，组织选择留在不列顛尼亞帝国。
樞木朱雀
見「樞木朱雀」
罗伊德·阿斯普林德（Lloyd Asplund）　声优：白鳥哲／香港：李致林／台灣：于正昌
- 年齡：29歲 →30歲﹙R2﹚→32歲﹙復活的魯路修﹚
- 性別：男性
- 人種：不列顛尼亞人
- 生日：皇曆1988年2月2日
- 星座：水瓶座
- 血型：AB型
- 角色能力：理系：10，思考力：9，演技：8，行動力／精神力：6，忠誠心：5

開發最新型Knightmare蘭斯洛特的人。個性飄逸，拥有不列顛尼亞伯爵的爵位，军阶是少校，但是言行上令人難以想像他擁有貴族身份。選擇朱雀駕駛蘭斯洛特並稱他為零件。朱雀被陷害時，禁不住部下賽西露的請求前去牢房探望朱雀，並說：「我覺得在這種法庭上，不被呈現的真相才更多吧？」雖然口頭上不承認，但是隨著日漸相處，他對朱雀也確實是照顧有加。
被拉克夏塔稱為「布丁伯爵」（因為罗伊德喜歡吃布丁），兩人早在學生時代已經是競爭對手，也是一對歡喜冤家。「布丁」一詞也被他用作設定蘭斯洛特的密碼。
私生活方面，是米蕾的未婚夫。但其实和米蕾结婚的原因是自己对阿什弗德家开发的盖尼米德很有兴趣，想得到这台机体用作研究。在R2中期被畢業後的米蕾解除婚約。
阿斯普林德家族是公开支持修奈傑爾的名门家族之一，虽然和修奈傑爾是同学，但彼此友誼只是一般。曾被對方邀請研究「C的世界」遺跡。
魯路修奪取皇位後，加入魯路修派，為Zero鎮魂曲知情協助人員之一。雖然因廢除貴族制而失去伯爵的地位，但是他在研發方面的天賦和成就令他得以繼續開發及改良KMF，用於其他非軍事用途上。
在《復活的魯路修》中，偶遇C.C.後協助她與魯路修通往「C的世界」遺跡。後因為沒有預估各戰場的複雜性，而意外身陷劣勢的前線中。
在《Lost Stories》中，得知他是不列顛尼亞大學的畢業生，是克拉莉絲大學時期的學長，被對方稱為「布丁學長」。
在光和4年，一度被舊貴族綁架及被逼製造仿紅蓮八極式的機體。
塞希爾·柯爾米（Cecile Croomy）　声优：井上喜久子／香港：曾秀清／台灣：龍顯蕙
- 年齡：25歲 →26歲﹙R2﹚→28歲﹙復活的魯路修﹚
- 性別：女性
- 人種：不列顛尼亞人
- 生日：皇曆1993年9月7日
- 星座：處女座
- 血型：O型
- 角色能力：理系／演技／忠誠心／精神力：8，思考力／行動力：6

蘭斯洛特開發群的一員。除了擔任聯絡員之外也負責照顧駕駛員（但卻不擅長料理，常做出非常詭異的食物）。非常具有同情心，在朱雀被捕後一直請求罗伊德想辦法救他。
階級是中尉，雖在罗伊德之下，不過有著教訓罗伊德的能耐（對其不謹慎的發言，給予「適當」的「回應」）。
在东京租界攻防战中，驾驶使用了蘭斯洛特的零件強化的桑德蘭出戰，救援遭黑色騎士團劫持的阿什弗德學園學生。
魯路修奪取皇位後，加入魯路修派，為Zero鎮魂曲知情協助人員之一。在廣播劇中，和C.C的交談中有透露對朱雀的好感。
在蘭斯洛特·阿爾比昂及紅蓮聖天八極式上的能量翼裝備都是采用由塞西露所開發的新技術。
在《復活的魯路修》中，偶遇C.C.後協助她與魯路修通往「C的世界」遺跡。

### 不列顛尼亞貴族
卡諾·馬甸尼（Kannon Maldini）　声优：三戶耕三／香港：劉奕希／台灣：劉傑
- 年齡：28歲﹙R2﹚→30歲﹙復活的魯路修﹚（POW）
- 性別：男性
- 人種：不列顛尼亞人
- 生日：皇曆1990年6月1日
- 星座：雙子座
- 血型：O型

不列顛尼亞的貴族，二皇子修奈傑爾的親信兼參謀，與洛伊德伯爵熟識。擅長以語言操弄周圍。
在第二次東京決戰前夕，跟蹤朱雀到樞木神社，抓到魯路修，但魯路修被下了Geass的基爾福特所救。
最後決戰中，與修奈傑爾拋下娜娜莉逃亡；後被魯路修下Geass的士兵所抓，投降。Zero鎮魂曲後得到解放，仍對一直受Geass影響的修奈傑爾保持忠誠。
羅森·克羅伊茨
- 年齡：不明（KIA）
- 性別：男性
- 人種：不列顛尼亞人

在R2 TURN 22中提到的不列顛尼亞的貴族，爵位為伯爵。因不滿其自身利益被奪取，起兵反抗魯路修，被傑瑞米亞討伐並消滅。

### 不列顛尼亞平民
约瑟夫·菲尼特（Joseph Fenette）　声优：成田劍／台灣：于正昌
- 年齡：45岁（1972~2017）（KIA）
- 性別：男性
- 人種：不列顛尼亞人

夏莉·菲尼特之父。是探测开采稀有战略矿产樱石的地质技术人员。在挟持饭店人质事件中，曾接受电视采访，指责草壁徐水一方。在成田连山出差时，不幸被红莲贰式所引发的泥石流活埋而去世。
夏莉的母亲
- 年齡：不明
- 性別：女性
- 人種：不列颠人

夏莉·菲尼特之母。在一年之内先后失去了丈夫和女儿。
店主　声优：巻島直樹
- 年齡：不明
- 性別：男性
- 人種：不列颠人

于STAGE 1和STAGE 4登场的角色。
平时负责帮鲁鲁修和利瓦尔安排赌局。ZERO的面具也是其处于GEASS控制下帮忙制作的。
从其衣著和利瓦爾对其的称呼来看，推测是利瓦爾打工的酒吧的店主。

### 11区不列顛尼亞政治人物
卡拉雷斯（声优：幹本雄之／台灣：于正昌）
- 年齡：不明（KIA）
- 性別：男性
- 人種：不列顛尼亞人

柯內莉亞失踪之后继任的11区总督，R2 TURN 1登場，為少數以非王族的身份擔任地方總督，思想上似乎倾向於纯血派(本身也看不起派駐11区的中華聯邦使臣)，對日本採取比柯內莉亞任內更嚴厲的高壓統治。之後被鲁路修引爆的塔所引起的倒塌砸死。
黑暗王者（声优：佐藤正治／台灣：康殿宏）
- 年齡：不明（KIA）
- 性別：男性
- 人種：不列顛尼亞人

在11区经营赌场等地下产业的不列顛尼亞贵族，在社会上相当有名望，於R2 TURN 1登場。
在TURN 1中，和鲁路修对弈过棋局。是世界上人称“黑暗王者”的国际象棋高手，輸給鲁路修後原本惱羞要殺死前者，但最終被不列顛尼亞军人趁乱所杀。
阿莉希亞·羅麥雅（声优：渡边明乃／台灣：石采薇）
- 年齡：不明（KIA）
- 性別：女性
- 人種：不列顛尼亞人

娜娜莉成为11区新总督之后的辅佐官，其实是兼有监视娜娜莉任务的女性。和大部分不列顛尼亞人态度基本一樣是看不起11区人的，所以对娜娜莉执行对待11区人的政策十分冷淡及抗拒。
被卷入核爆炸中而亡。
柯魯夏克（声优：寺島拓篤／台灣：于正昌）
- 年齡：不明
- 性別：男性
- 人種：不列顛尼亞人

不列顛尼亞帝国贵族，於R2 TURN 7出現。
實際上暗地裏進行興奮劑「重溫舊夢」的輸出，最後與其同黨遭到魯路修的Geass控制，被迫做出很滑稽的動作。

### 不列顛尼亞政治人物
威廉·H·赫尔姆斯利（声优：不明）
- 年龄：45岁（皇历2007）（KIA）
- 性別：男性
- 人種：不列顛尼亞人

R2 Turn4中在罗洛回忆中登场的人物。田纳西洲参议员。
因反对上议院将第八区降级而遭到罗洛暗杀。

### 軍隊

#### 純血派
傑里米亞·哥德巴爾德（Jeremiah Gottwald，声优：成田劍／香港：葉振聲、梁志達（代配）／台灣：）
- 年齡：28歲﹙R2﹚→29歲﹙R2﹚→31歲﹙復活的魯路修﹚
- 性別：男性
- 人種：不列顛尼亞人
- 生日：皇曆1989年8月2日
- 星座：獅子座
- 血型：A型
- 角色能力：行動力／運動能力／純血度：10，指導力／精神力：8，思考力：6
- 特殊能力：Geass能力消除器（逆向的Geass能力，蓝色飞鸟标记是倒着向下的。广域范围型Geass，能够消除任何人的Geass能力所施加的影响）
- 別名:橘子（Orange）
- 駕駛機體：RPI-13 桑德蘭、FXF-503Y 齊格菲、RPI-13 桑德蘭可翔式、桑德蘭・齊格

原本是克洛維斯的部下，不列顛尼亞純血主義者純血派的男軍官。名門出身，其家族是拥有伯爵爵位的贵族。擁有邊境伯的爵位，非常蔑視11區人(日本人）(邊境伯兩種解釋，一種是德制的邊境總督，一種是神聖羅馬帝國的侯爵)。
配图广播剧STAGE 4.33中，提到其似乎有个妹妹叫莉莉夏，且亲口说出向往Knight of One。
隱藏了克洛維斯死亡的消息，想將罪名推到榮譽不列顛尼亞人樞木朱雀身上，藉此排除榮譽不列顛尼亞人、并由純血派來掌握軍隊實權，但是受到Zero的Geass所操縱，全力幫助朱雀逃走，因此在純血派中威信大失，更被上層追究責任而連降三個階級。此後非常執著於打倒Zero，一得知有關Zero的消息便一馬當先。
成田攻防戰搭乘桑德蘭戰鬥時，受到卡蓮的紅蓮貳式「輻射波動」攻擊，與駕駛艙一起被彈射出去。被原屬於巴特列將軍領導下研究C.C.的秘密研究所無意中撿到。
之後被修奈傑爾和巴特列將軍當作研究實驗體，裝在一個有橘色溶液的玻璃容器中。黑色叛亂前夕，因容器壓力上升的意外而被放出，變成了半機械的形態，並向實驗室裡的巴特列將軍與工作人員們說：「早安（おはようございました）。」
於STAGE 24、25黑色叛亂中大活跃，接受改造后，大脑细胞被病毒入侵，使得感情部分完全失控。和C.C.驾驶的高文一起沉入海底。
第二季中，在V.V.的帮助下，不仅從V.V.获得Geass消除器的能力，且华丽复活，作为第三方势力登场。另外傑瑞米亞被改造之後，身體大量依賴櫻石的動力，而左半邊面具下的左眼除了能夠消除Geass效果外（連自身遭到敵方Geass影響也可照樣解除，故理論上對所有的Geass效果免疫），並配有紅外線掃描功能。
本身是一位极其忠义之人，曾以Geass嚮團的刺客為名，前往阿什弗德學園尋找魯路修。名義上為刺殺或捕捉作為Zero的魯魯修，實為想知道魯魯修叛國的原因。對Zero的敵意有所下降，反而想認清魯魯修是否複復記憶和對付敵人的能耐。主動接下這份工作也是為了保護魯魯修免受V.V.的毒手。在丰收女神櫻石干扰系统的严重影响下，仍不受干擾裝置影響並坚守自己的骑士道。在了解到鲁路修作为Zero出现的真意是为查清玛莉安娜王妃遇害的真相之后，效忠於主君鲁路修，加入黑之騎士團。
魯路修奪取皇位後，積極為魯路修剷除國內反對他的舊貴族勢力。地位僅次「零之騎士」朱雀。
富士山之戰中傑里米亞擊敗了安妮雅，他炸開機艙用劍指著安妮雅，叫她好好記住打敗她時，聽到她說自己「沒有記憶」，他就用Geass消除器為安妮雅解除瑪莉安娜施加在她身上的Geass。
在最後Zero鎮魂曲即將完成之際，傑里米亞命令部隊別開槍，輕易地放過樞木朱雀所扮演的Zero，同時臉上露出微笑，最後下令撤走押送犯人的部隊等行為，可得知除了魯路修本人、C.C.和樞木朱雀外，傑里米亞也參與了Zero鎮魂曲的執行。
魯路修死後，傑里米亞聯同阿妮亚一起在家鄉經營橘子園，種植基因改造的橘子（剧场版《皇道》末尾的信中提到夏莉也一起经营橘子农场）。
在对话中有透露出（之前於配图广播剧STAGE 4.33中有提到）8年前，傑瑞米亞第一次执行的任务是去白羊宫（鲁路修一家当时所居住的离宫）护卫玛莉安娜王妃殿下（劇場版中特別補充其身處基層職位），但在现场亲眼目睹玛莉安娜被殺，自己却无能为力。之后因得知王妃的子女--鲁路修兄妹被送往日本，自願来到11区(日本)加入军队纯血派，并决定以玛莉安娜为其唯一的主君，也以保護王妃的子女--魯路修及娜娜莉的安危及實現他們的意願作為使命。
「Orange」（意為「柳橙」、「橘子」、「桔子」、「橙子」）Zero在所有人面前說「Orange」是他與傑瑞米亞間的暗號。後來C.C.問魯路修何為Orange，魯路修說那是他無中生有，只是為了陷害傑瑞米亞而胡說出來，目的是令人懷疑傑瑞米亞的誠信（故此有謠言說傑瑞米亞收賄）。自此以後，他被劇中人物稱為Orange，加上曾用「全力」這個強烈語氣下令掩護朱雀們逃走（其實是Zero所下令的），一躍而成了話題人物，連官方網站的受歡迎人物投票中都用上了全力這個詞。在配角中，是僅次於卡蓮的人氣角色。在R1時期，傑瑞米亞一直視「Orange」為恥辱，討厭被人以此稱呼，特別是Zero。直至R2時期得知Zero的真實身份及效忠魯路修後，便以「Orange 」為主君賜名，以此為榮。
在《復活的魯路修》中，與阿妮亚在Zero鎮魂曲後，輾轉恢復了平民的身份，並短暫收留C.C.和失憶的魯路修在果園生活。C.C.帶着魯路修踏上尋找C世界遺跡的旅途時所用的旅費和貨車也是他提供的。儘管有跟他們一起前往的打算，但被C.C.以不能引人注目為由拒絕。在魯路修正式復活後，加入協助拯救娜娜莉的行動。
維蕾塔·努/千草/維蕾塔·扇（Villetta Nu，声优：渡邊明乃／香港：許盈／台灣：林美秀）
- 年齡：27歲 →28歲﹙R2﹚→30歲﹙復活的魯路修﹚
- 性別：女性
- 人種：不列顛尼亞人
- 生日：皇曆6月1日
- 星座：雙子座
- 血型：B型
- 角色能力：忠誠心：10，思考力／精神力／純血度／行動力：8，運動能力：6

傑瑞米亞的副官，純血派，第一季中爵位为骑士侯。駕駛Knightmare的女駕駛員。在新宿時受到魯路修的Geass所操縱，把自己駕駛的Knightmare交給了魯路修。後來在純血派準備抹殺傑瑞米亞時，卻前去幫助傑瑞米亞。發現Zero就是魯路修，但被夏麗用手槍擊傷。後來被扇要所救，失去記憶的她性格變得非常溫柔體貼，扇要給她起日本式的名字千草。
STAGE 21中，和扇一起參加了阿什弗德學園的學院祭，扇在一棵树下向其表白，關係由此大進一步。打算加入尤菲米亞成立的行政特區——日本。在之后引起的混亂中，獨自在家的維蕾塔遭到暴徒的襲擊，之后逃脱，记忆受到刺激而恢复，前往阿什弗德學園将扇打成重伤。
第二季中，进入阿什弗德学园担任体育老师，兼任游泳部顾问。真实身份是不列顛尼亞帝国皇帝直属的機密情報局（机情局）在东京地区的总指挥。军阶晋升为中校，获得女男爵的爵位，知道鲁路修和羅洛的Geass能力。
其及其下属机情局人员都被鲁路修控制，所以为黑色骑士团从事情报收集、监视、分析的工作。後私下約見扇，并使得他對Zero產生質疑。
在世界和平之後成為扇的妻子，日本的第一夫人，并懷有身孕。
在《復活的魯魯修》中，扇退出政壇，兩人的兒子已經一歲有餘，自己則成為家庭主婦。
在R2第9卷的配图广播剧中，来到重建后的阿什弗德學園，並從咲世子得知扇向其表白的那棵树也移植过来了。
库埃尔·索雷西（Kewell Soresi，声优：加瀨康之／台灣：蔣鐵城）
- 年齡：不明（KIA）
- 性別：男性
- 人種：不列顛尼亞人

純血派第二號人物。
在克洛維斯死後不久，原本傑瑞米亞打算將克洛維斯的暗殺罪嫌推給朱雀，然而押送朱雀時卻由於傑瑞米亞臨時轉意令朱雀和Zero等人成功逃走（並不知傑瑞米亞中了Zero的Geass），對此導致純血派名譽受損一事感到無法接受，因此與手下合謀企圖殺死傑瑞米亞以挽回聲譽，但被朱雀和維蕾塔等人阻止。
於成田攻防戰中受到紅蓮貳式「輻射波動」攻擊，逃生装置彈射不能而身亡。
劇場版皇道則是於第二次東京決戰(TV則是其妹玛莉卡·索雷西作为女武神队队员)在同红莲圣天八极式的交战中被擊落。

#### 普通軍人
巴特列將軍（聲優：寶龜克壽／香港：陳永信／台灣：劉傑）
- 年齡：不明（KIA）
- 性別：男性
- 人種：不列顛尼亞人

最早是第三皇子克洛維斯的屬下，領導着駐11區的部隊，同時擔任克洛維斯下屬軍事參謀人員的首長，后因為在克洛維斯被Zero（魯路修）槍殺的事件中，當時包括巴特列將軍本人在內的全體參謀人員都不在克洛維斯身邊因而變成要犯。事發后逃跑失敗，被純血派逮捕。
在此之前，受到克洛維斯命令而秘密對C.C.進行研究，領導着一個相關的秘密研究所，部分研究資料被將軍本人在逃走的路上下令銷毀。之后研究所轉入地下更秘密的狀態。在STAGE 11，傑瑞米亞從成田戰場被彈射逃出，神志不清的傑瑞米亞被此秘密研究所無意中撿到。
受到第二皇子修奈傑爾的救助（之前被關押在神殿塔塔底）而復出，從事思考階梯的研究，成為修奈傑爾的屬下。
第二季中，受到皇帝指派，带领技术人员前往Geass嚮团的研究设施調整复活之后的傑瑞米亞。
之後在黑色騎士團殲滅嚮團的作戰中，與部下一起被機槍掃射而身亡。
厄普森將軍（聲優：五王四郎／台灣：于正昌）
- 年齡：不明（KIA）
- 性別：男性
- 人種：不列顛尼亞人

第二季登場的人物，於R2 TURN 6登場，著重自己的功勳及名聲。
在《Code Geass 双貌的OZ》中参与镇压“塔列朗之翼”的政变。
在R2 TURN 6中率領不列颠皇家空军艦隊護送11區新總督娜娜莉前往11区赴任，在太平洋上空遭到黑色騎士團的襲擊。為了挽回並建立功勳，亲自操纵炮台反击，后被藤堂操纵KMF射杀。
迦太基队长（聲優：大川透／台灣：何志威）
- 年齡：不明（KIA）
- 性別：男性
- 人種：不列顛尼亞人

R2 TURN 1中機密情報局（机情局）在巴别塔执行抓捕C.C.行动的负责人，爵位为男爵。抓捕C.C.时与在场的部下一同被恢复记忆的鲁路修用GEASS杀死。
托马斯·金梅尔（聲優：不明）
- 年龄：不明（KIA）
- 性別：男性
- 人种：不列颠人
- 驾驶机体：Z-01/TX-02 兰斯洛特·试做型（Code Geass 双貌的OZ）

R2 TURN 4中登场。是金色涂装的文森特先行量产试做型原本的驾驶员，但被罗洛杀害，并被夺走了机体。
从其担任文森特先行量产试做型的驾驶员来看，其技术应该相当高超。
然而在手遊:反逆的魯路修 失落物語中由洛伊德主任證實為修奈傑爾掛保證的超普通駕駛員，其駕駛技巧全能力為平均中的平均，沒有任何突出的地方，就是個普通駕駛員(因為不能使用技術過高或者是過低的駕駛員，會影響機體標準化)

#### 柯內莉亞的親衛隊
安德列亞斯·達爾頓（Andreas Darlton）　声优：梁田清之／香港：陳廷軒／台灣：劉傑
- 年齡：47歲（KIA）
- 性別：男性
- 人種：不列顛尼亞人
- 駕駛機體：RPI-209 格洛斯特

柯內莉亞的副官。也是她軍事方面的老師。與藤堂戰鬥過的資深軍官。
臉上有很深的疤痕。
在东京攻略战中，遭到Geass暴走的尤菲的槍擊受傷。之后被Zero下的Geass发作，将柯内莉亞重創，之后被高文的强子炮打死。
基爾伯特·G·P·基爾福特（Gilbert G.P. Guilford）　声优：幸野善之／香港：黃啟昌、劉奕希（代配）／台灣：康殿宏
- 年齡：27歲 →28歲﹙R2﹚→30歲﹙復活的魯路修﹚→35歲﹙奪回的Rozé﹚
- 性別：男性
- 人種：不列顛尼亞人
- 生日：皇曆1990年10月19日
- 别名:帝国之矛（帝国の先槍）
- 駕駛機體：RPI-209 格洛斯特、RPI-V4L 葛雷斯、UPI-15/B奎茵蘿塞斯B型

柯內莉亞的親衛隊長，也是Knightmare的駕駛員，对柯內莉亞忠心耿耿。戴眼鏡留着长发的男人。駕駛Knightmare的能力一流，有與藤堂鏡志朗、四聖劍等黑色騎士團的勁敵相當的戰鬥實力。
第二季時，在11区总督府担任客卿。卡拉雷斯总督被杀之后，由他临时接手指挥11区的不列顛尼亞军队，任11区代理总督。
第二次東京決戰前因所中的GEASS而救下了被二皇子抓獲的魯魯修，后因同樣的原因被卷入核爆炸中。由於未波及到駕駛倉，在R2 TURN 24中，確認生存但卻戴上墨鏡（似乎視力因核爆而受損），並守護在柯內莉亞身旁。

#### Glaston Knights
總共有5人，均為男性骑士。於STAGE 21中集體登場。被稱為Glaston Knights。
5人是达尔顿的部下，同时也是被达尔顿收养的义子，达尔顿在转战世界各地的途中收养了部分战争孤儿，除了把他们养育成人之外，也把他们培养成了一支精锐部队。
曾经临时担任柯内莉亞的特别亲卫队，於东京租界攻防战中大為活跃。第二季留在了11区，听从基尔福特卿的指挥行动。
阿爾弗雷德·G·達爾頓（聲優：蓮池龍三／台灣：蔣鐵城）
- 年齡：不明（KIA）
- 性別：男性
- 人種：不列顛尼亞人
- 駕駛機體：RPI-209 格洛斯特、RPI-V4L 葛雷斯

特徵為金髮，在第二季黑色騎士團幹部的公開處刑時，黑色騎士團展開劫囚事件時當場戰死。
戴維德·T·達爾頓（聲優：私市淳／台灣：康殿宏）
- 年齡：不明（KIA）
- 性別：男性
- 人種：不列顛尼亞人
- 駕駛機體：RPI-209 格洛斯特、RPI-V4L 葛雷斯

特徵為紅髮、尖銳的眼神、茶色皮膚。在第二季黑色騎士團幹部的公開處刑時，因中了魯路修的Geass，狙擊正追擊Zero的羅洛所駕駛的文森特。在第二次東京決戰時，與紅蓮的聖天八極式交戰後被千葉所殺。
巴特·L·達爾頓（聲優：杉山紀彰／台灣：何志威）
- 年齡：不明（KIA）
- 性別：男性
- 人種：不列顛尼亞人
- 駕駛機體：RPI-209 格洛斯特、RPI-V4L 葛雷斯

特徵為黑髮，左眼為髮型所隱密，在第二季黑色騎士團幹部的公開處刑時，在黑色騎士團展開劫囚事件行動時當場戰死。
埃德加·N·達爾頓（聲優：田中伸幸、真殿光昭／台灣：劉傑）
- 年齡：不明（KIA）
- 性別：男性
- 人種：不列顛尼亞人
- 駕駛機體：RPI-209 格洛斯特、RPI-V4L 葛雷斯

特徵為銀色短髮，戴太陽鏡。在第二次東京決戰，與藤堂交戰中戰死。
克勞迪奧·S·達爾頓（聲優：加瀨康之／台灣：于正昌）
- 年齡：不明
- 性別：男性
- 人種：不列顛尼亞人
- 駕駛機體：RPI-209 格洛斯特、RPI-V4L 葛雷斯

Glaston Knights的領導人格，特徵為橘髮，為5位成員唯一倖存者。在最後的帝國與超合眾國兩強決戰的前夕，與基爾伯特、柯內莉亞等人留在蓬萊島。
《 Lost Stories》的第一部中是馬利奧／瑪雅的考官之一。在第二部中與薩菲亞一同加入馬利奧／瑪雅與卡莉交戰的戰場。戰後與薩菲亞前往逮捕喬安娜。

#### 女武神隊
女武神隊
「不列顛尼亞的吸血鬼」第10騎士所屬的親衛隊，由15～25歲的女性所組成。在第二次東京決戰中，被紅蓮聖天八極式瞬間突擊，除了及時逃生瑪莉卡外，其他成員皆在此戰中陣亡。
莉莱娜·贝尔加蒙（Liliana，聲優：後藤邑子）
- 年齡：不明（KIA）
- 性別：女性
- 人種：不列顛尼亞人
- 驾驶机体：RPI-212 文森特

在动画R2 TURN 18露面的金色长发的少女。小说版中在柯内莉亚担任11区总督时曾以士官候补生的身份担任其随从。在第二次东京決战中，被红莲圣天八极式瞬间突击，战死。
劇場版皇道並未出場。
玛莉卡·索雷西（Marika Soresi）　聲優：倉田雅世 (初代)，花宮初奈 (二代)
- 年齡：14歲[15]→15歲﹙R2﹚→17歲﹙復活的魯路修﹚→22歲﹙奪回的Rozé﹚
- 性別：女性
- 人種：不列顛尼亞人
- 生日:皇曆2003年2月14日
- 星座：水瓶座
- 驾驶机体：RZX-3F7 布拉德福德（Code Geass 双貌的OZ）、RPI-212 文森特

纯血派第二号人物库埃尔的妹妹，在动画R2 TURN 18露面的棕色短发的少女。
小说版中为莉莱娜的后辈，同为士官候补生，成绩为陆战操纵科首位。在九州事件后接任莉莱娜成为柯内莉亚的随从。
在《Code Geass 双貌的OZ》里提到她是雷欧哈特·修塔纳的未婚妻並喜歡着雷欧哈特，在黑色叛乱后由11区返回本土，曾担任RZX-3F7布拉德福德的测试驾驶员。
小時候常常斥責雷歐哈特·修塔納軟弱，曾在返回本國時向瑪麗蓓爾·Mel·不列顛尼亞提出加入格琳達騎士團。據雷歐哈特透露專長是用殺人香料製作超辣肉餅。
在動畫R2 TURN 18的第二次東京決戰，被紅蓮聖天八极式瞬間突擊而被擊墜。之後在小說中交代了被擊墜時，逃生艙及時彈出，之後被雷歐哈特救出。是女武神隊中唯一存活的成員。第二次東京決戰後回到格琳達騎士團。「Zero鎮魂曲」後與雷歐哈特結婚。
劇場版皇道並未出場，由其兄库埃尔取代其戲份。
在《復活的魯路修》中於扇和維蕾塔的婚禮中與雷歐哈特、奧德琳、諾奈特一同短暫出場。
在《奪還的Roze》中與格琳達騎士團的成員一同迎擊不斷屠殺平民的無人機「洛基」。

#### 近衛騎士團﹙コノエナイツ﹚
修尼．海克森（Schnee Hexen，聲優：佐藤元）
- 年齡：16歳﹙R2﹚→18歲﹙復活的魯路修﹚→23歲﹙奪回的Rozé﹚
- 性別：男性
- 人種：不列顛尼亞人
- 駕駛機體：駕駛機體：RPI-13 桑德蘭強化型、RPI-212/KKC01文森特狙擊型

外傳《白之騎士 紅之夜叉》登場的人物。近衛騎士團的一員，上級貴族海克森家的少爺。起初是一名典型的不列顛尼亞人至上主義者，對包括上司朱雀在內的非不列顛尼亞人十分輕蔑。但在歐洲戰線中幾乎被歐洲不列顛尼亞殘黨包圍時被朱雀所救，從此對朱雀徹底改觀。
在第二次東京決戰後，由於戰友雷德的死亡，對朱雀和軍隊感到失望而選擇退伍回到帝國本土。回國後從雷德的住處發現有關朱雀和Geass的情報。
在魯路修登基後，因魯路修廢除貴族階級失去貴族地位。修尼憑著自身超卓的經營手腕，把海克森家轉營，成功避過家族沒落的危機。
在魯路修死後一度回到日本，在「愛之女神」的慰靈碑與尼娜交談後，在「Zero Coffee」與失去了黑色騎士團時期記憶的紅緒和莎維多莉首次見面。後來在《復活的魯路修》中，加入黑色騎士團，於拯救Zero(朱雀)和娜娜莉的行動中，擔任卡蓮一行人的支援及中間聯絡人。與朱雀重逢後，兩人終於冰釋前疑。
雷德．奧芬（Ledo Offen，聲優：鈴木崚汰）
- 年齡：16歳（KIA）
- 性別：男性
- 人種：不明
- 駕駛機體：RPI-13 桑德蘭強化型、RPI-212/KKC02 文森特烈火

外傳《白之騎士 紅之夜叉》登場的人物。近衛騎士團的一員，平民出身。過去透過不斷出賣上司獲得晉升被稱為「上司殺手」。
實際上是卡農·馬迪尼為了探明朱雀與ZERO的關係而特意安插的間諜。後來對出賣朱雀一事深感愧疚。
在第二次東京決戰中，秘密潛入總督府搜集有關於機密情報局和Geass的情報。其後察覺到自己最終會被卡農滅口，把自己住處告訴修尼後，最終被捲入核爆炸中而亡。

## 黑色騎士團
反抗不列顛尼亞的勢力之一，由Zero所率領，以「正義的使者（正義の味方）」為宗旨。而Zero本人，在宣言中直言：「世界由我們黑色騎士團來仲裁！（世界は！我々黒の騎士団が、裁く!!）。」起草超合眾國，卻被不列顛尼亞皇帝硬是分成兩國，一是不列顛尼亞，一則不是。之後黑色骑士团因修奈傑爾告知許多人被geass利用以及屠夫皇女事件和片賴少將自爆船隻事件的黑幕是Zero所為，而產生恨意與懷疑。與不列顛尼亞軍联手追殺魯路修，但魯路修被羅洛駕駛蜃氣樓救走而未果。之後魯路修成為不列顛尼亞皇帝，以加入超合集聯合國的名義卻趁機將包括神樂耶和天子在內的各加盟國代表挾持，進而與修奈傑爾為首的不列顛尼亞舊皇帝派結盟對抗魯路修，但最後以魯路修掌控達摩克里斯和芙瑞雅彈頭而戰敗收場。在「零之鎮魂曲」後，成為超合眾國唯一認可的軍事組織，各國解散武裝勢力後的軍事人才大多加入其中。

### 核心人物
Zero
見「魯路修·蘭佩洛基」
紅月卡蓮
見「紅月卡蓮」
扇要（声优：真殿光昭／香港：陳卓智、李凱傑（代配）／台灣：蔣鐵城）
- 年齡：27歲 →28歲﹙R2﹚→30歲﹙復活的魯路修﹚
- 性別：男性
- 人種：日本人
- 生日：皇曆1991年3月18日
- 星座：雙魚座
- 血型：O型

卡蓮所屬反抗勢力的隊長。與卡蓮的哥哥，也是前隊長的紅月直人是好朋友，之後接替紅月直人帶領著反抗組織。對周遭的人很和善，但卻缺乏領導反抗軍的統帥與計畫能力，其本人也有自覺。因此當Zero在危機中出現並解救他們時，放下了疑惑支持Zero組成黑色騎士團。但對Zero的信任程度似乎還比不上對京都六家的信任(因為他一直對Zero的真面目感到疑惑，但京都六家的實質首領桐原則知曉Zero的身份和過去)。
擔任黑色騎士團的副司令。
救了失憶的維蕾塔回家，並給她命名為千草。其後在黑色叛亂中，被恢复记忆的维蕾塔枪击打成重伤。
第二季開始時被不列顛尼亞帝国逮捕，后被救出。超合眾國成立後擔任黑色騎士團的事務總長。
在被修奈杰尔告知Zero的真实身份及Geass相关事件之后，指挥黑色骑士团对鲁路修展开追杀。与修奈杰尔合作的条件是换取11区的解放。
在世界因“Zero鎮魂曲”恢復和平后，成為日本首相并與維蕾塔結婚，兩人在戰爭期間所孕育的孩子也即將出世。最後的登場是與不列顛尼亞合眾國代表娜娜莉進行歷史性會面。
在《復活的鲁路修》中，因自問能力不足及對背叛Zero一事感內疚，而辭去首相一職並向魯路修道歉。
扇自稱曾在學校任教。在漫畫結局中，到阿什弗德學園擔任教師。
此角色在後期的不合理表現令部分觀眾反感，有多種半責罵的別名稱呼他。
迪托哈特·利特（Diethard Ried，声优：中田讓治／香港：翟耀輝／台灣：康殿宏）
- 年齡：31歲 →32歲﹙R2﹚（KIA）
- 性別：男性
- 人種：不列顛尼亞人
- 生日：皇曆1986年2月26日
- 星座：水瓶座
- 血型：AB型

「迪哈德」為一德裔人名。
電視台的電視製作人，活躍地進行各種事件的報導，具有不媚俗的性格。志願加入黑色騎士團，提供了Zero有關不列顛尼亞帝國正準備對日本解放戰線進行攻勢的情報，接著又提供Zero有關柯內莉亞準備捕捉日本解放戰線片瀨少將的情報，因貢獻卓著而成功加入黑色騎士團。
其能力深得Zero的器重，負責黑色騎士團重要的人員重新編配的工作。在黑色騎士團完成重組之後，負責所有情報部門，以及宣傳・諜報・對外交涉的重任。
在從事報導的經歷中，了解到世上沒有不具主觀意見的情報，所有的新聞與傳記始終都是按照製作者的想法或目的來報導與記述的。
認為一個領導者為了大局著想，必要時應該採取更為冷徹的手段。因此建議魯路修採取行動排除阻礙者朱雀，但魯路修則困擾於與朱雀間的友情而糾葛。
在STAGE 19中困於潛水艇時，與藤堂鏡志朗爭論組織與領導者的關係。認為在各自為自己利益所打算的群體或個人中，能引導大家的領導者是不可或缺的，單是組織的存在不一定能達成結果。這似乎說到了看著龐大組織日本解放戰線全軍覆沒的藤堂之痛處。
第二季開始時，在黑色叛亂失敗後，被不列顛尼亞帝国通缉，流亡到中华联邦境内。超合眾國成立後，擔任黑色騎士團的媒體情報總長。
第二次東京決戰後，被修奈杰尔告知Zero的真实身份及Geass相关事件之后，參與黑色骑士团对鲁路修的追杀。
在R2 TURN 24中，被施加了GEASS的修奈傑爾·El·不列顛尼亞給射殺死了。臨死前要求魯路修對他用GEASS，但魯路修不屑對他使用。
拉克夏塔·恰拉（Lakshata Chawla，声优：倉田雅世／香港：朱妙蘭／台灣：雷碧文）
- 年齡：不明
- 性別：女性
- 人種：印度人

出身於中華聯邦印度軍區的技術人員。在不列顛留學時，曾和賽西爾及洛伊德共事，也認識二皇子修奈傑爾。與洛伊德為競爭對手兼歡喜冤家，稱呼他為「布丁伯爵」。平時喜歡拎著一支煙斗抽菸。
受到京都六家委托设计开发红莲二式及月下等型号日本制的Knightmare，並作出了紅蓮貳式的輻射波動這個主要武器。在不列顛尼亞帝國因研究輻射波動而聞名。另外也開發駕駛員的服裝。在STAE 17中，率領開發小組與黑色騎士團會合。
負責黑色騎士團的技術開發部門。
第一季成功開發出Sakura Dite干擾裝置，並且投入實戰取得成功。
第二季開始時，在黑色叛亂失敗後，被不列顛尼亞帝国通缉，流亡於中华联邦境内。
太平洋攻防戰時搭乘潛艇先行抵達，支援卡蓮的紅蓮貳式。超合眾國成立後擔任科學長官。在Zero鎮魂曲後，收養了不少印度天才兒童，幫助她開發KMF。
其簽名為「樂斜阿陀」。Laksha為印度語中Lakh的南印發音，意為100,000。

### 前扇要組織成員
扇要組織時的主要成員。與扇要從事著反抗不列顛尼亞帝國的行動。黑色騎士團成立以後，成為主要的幹部，負責後方支援工作。
玉城真一郎（聲優：田中一成 (初代)，檜山修之 (二代)／香港：蘇強文／台灣：何志威）
- 年齡：25歲 →26歲﹙R2﹚→28歲﹙復活的魯路修﹚
- 性別：男性
- 人種：日本人
- 生日：皇曆1993年3月3日

年齡25歲，反抗軍成員。個人夢想是當官，可惜其智商和才能比扇要更平庸。第一個被朱雀用蘭斯洛特擊破，其後作戰必遭擊敗但有幸生存下來。對周遭的事物具有反抗性，在開始時不太信任Zero，但隨着Zero創造一個個奇蹟，而視其為偶像。後來成為幹部之一。
黑色騎士團改組後擔任第二特務隊的隊長。
在黑色叛亂失敗後被不列顛尼亞逮捕囚禁，后被救出。超合眾國成立後擔任內務掃拭贊助官。
第二次東京決戰後，被修奈杰尔告知Zero的真实身份及Geass相关事件之后，參與黑色骑士团对鲁路修的追杀。
最終的戰役中，與卡蓮一同抵擋攻擊救了扇要的指揮艦，之後向朱雀宣戰，可惜話未說完即被秒殺擊敗，逃脫后受傷幸存下來。在和平之後，開了一家名為「Zero」的咖啡店。眾人在慶祝大事及紀念Zero時，皆會到訪其店。
在《復活的鲁路修》中，已經開了分店。Zero(魯路修)尋求支援時，與扇一同前往幫助他。
似乎還創作了自己為攻而「Zero」為受的同人誌。
南佳高（声优：加瀨康之／香港：黃榮璋／台灣：劉傑）
- 年齡：不明
- 性別：男性
- 人種：日本人

黑色騎士團的創始成員，體格壯碩並戴著眼鏡的男子。幹部之一。
在黑色叛亂中扇要被擊傷後，代他擔任指揮工作。
在黑色叛亂失敗後，被不列顛尼亞逮捕囚禁，后被救出，但仍對於Zero在黑色叛亂中擅自離開戰場一事相當不滿。超合眾國成立後，擔任可翔艦‧斑鳩艦長。
第二次東京決戰後，被修奈杰尔告知Zero的真实身份及Geass相关事件之后，參與黑色骑士团对鲁路修的追杀。
在R2 FINAL TURN中，於暗地行動，與柯內莉亞一行人合作，直至目睹鎮魂曲的最後一幕。在Zero鎮魂曲後，於一家名為「Zero」的咖啡店慶祝。
杉山賢人（声优：杉山紀彰／香港：馮錦堂／台灣：康殿宏）
- 年齡：不明
- 性別：男性
- 人種：日本人

黑色騎士團的創始成員，有著暗綠色的頭髮的男子。幹部之一。
在黑色叛亂失敗後，被不列顛尼亞逮捕囚禁，后被救出。超合眾國成立後擔任特務隊隊長。
第二次東京決戰後，被修奈杰尔告知Zero的真实身份及Geass相关事件之后，參與黑色骑士团对鲁路修的追杀。
在R2 FINAL TURN中，見證了Zero鎮魂曲的最後一幕。事後於一家名為「Zero」的咖啡店慶祝。
井上直美（聲優：井上喜久子、小清水亞美／香港：馬小靈／台灣：）
- 年齡：不明（KIA）
- 性別：女性
- 人種：日本人

黑色騎士團的創始成員，藍髮的女性，幹部之一。負責後方支援工作，在東京租界作戰行動中陣亡。
吉田透（声优：蓮池龍三／香港：雷霆）
- 年齡：不明（KIA）
- 性別：男性
- 人種：日本人

黑色騎士團的創始成員，褐髪的男子，幹部之一。
和属下的特务部队一起，被朱雀消灭而阵亡。

### 前日本解放戰線成員
藤堂鏡志朗（声优：高田祐司／香港：李錦綸、陳欣（代配）／台灣：何志威）
- 年齡：37歲 →38歲﹙R2﹚→40歲﹙復活的魯路修﹚
- 性別：男性
- 人種：日本人
- 生日：皇曆1980年1月3日
- 星座：摩羯座
- 階級：中校／中佐
- 駕駛機體：Type-1R 無賴改、Type-3F 月下、Type-04 斬月

在7年前與不列顛尼亞帝國的戰爭中從未輸過一場戰鬥的名將，別名奇蹟的藤堂。日本解放戰線想要解救即將被處刑的樞木朱雀時，被他所勸阻。
擔任黑色騎士團軍事部門的總負責人。
有四位別名為「四聖劍（しせいけん）」的部下，分別是「卜部」、「凪沙」、「仙波」及「朝比奈」。京都六家曾提供他們Knightmare「無頼改」。
在第一季STAGE 19困於潛水艇時，與迪特哈魯特爭論組織與領導者的關係，認為領導者個人的重要性比不上組織全體存亡的重要性。
為掩護部下逃出而被不列顛尼亞帝國軍抓到，即將被處死時，黑色騎士團與四聖劍及時趕到。萬念俱灰的他，在Zero所提到「嚴島的奇蹟」對日本民眾的影響中得到了啟發，重新燃起了熾熱的鬥志。歸入黑色騎士團。
第二季開始時，因黑色叛亂失敗而被不列顛尼亞帝国再次逮捕，后被救出。超合眾國成立後擔任統合幕僚長。
第二次東京決戰後，收到了朝比奈從木下傳來的屠殺響團的數據而對Zero失去信任，並被修奈杰尔告知Zero的真实身份及Geass相关事件之后，指挥黑色骑士团对鲁路修展开追杀。
在R2 FINAL TURN中，發現了Zero鎮魂曲中刺殺魯路修的人是朱雀。
藤堂曾是朱雀的劍術老師，在朱雀還很小的時候，就發現他體能過人。也見過小時候的魯路修兄妺。在官方小說中，藤堂是京都六家之一的桐原安插到樞木家，以監視當時日本首相樞木玄武的內應。他知道朱雀弒父之事，并和桐原一起隱瞞了樞木玄武真正的死因。

#### 四聖劍
舊日本軍時就成為藤堂的部下，與藤堂的關係深厚且互相信賴。在藤堂被不列顛尼亞軍隊捉住的時候，向黑色騎士團請求共同作戰救出藤堂。之後與黑色騎士團合流。
千葉凪沙（声优：千葉紗子／香港：陳凱婷／台灣：洪郁婷）
- 年齡：29歲 →30歲﹙R2﹚→32歲﹙復活的魯路修﹚
- 性別：女性
- 人種：日本人
- 生日：皇曆1988年8月1日
- 星座：處女座
- 血型：O型
- 駕駛機體：Type-1R 無賴改、Type-3F 月下、Type-05S 曉 直參式樣

藤堂部下四聖劍中唯一的女性，亦為四聖劍中唯一倖存者，留著黑色短髮。仰慕著藤堂，對他有著特別的情感。在救出藤堂後歸入黑色騎士團。
黑色叛亂失敗後被不列顛尼亞帝国逮捕，后被救出。超合眾國成立後擔任四號隊隊長。
第二次東京決戰後，被修奈杰尔告知Zero的真实身份及Geass相关事件之后，參與黑色骑士团对鲁路修的追杀。
Zero鎮魂曲之後，與藤堂成為夫妻。
朝比奈省悟（声优：私市淳／香港：劉昭文／台灣：）
- 年齡：不明（KIA）
- 性別：男性
- 人種：日本人
- 駕駛機體：Type-1R 無賴改、Type-3F 月下、Type-05S 曉 直參式樣

藤堂部下四聖劍的一員，戴著眼鏡，外觀如少年一般。在救出藤堂後歸入黑色騎士團。之後擔任黑色騎士團一號隊隊長。
黑色叛亂失敗後被不列顛尼亞帝国逮捕，后被救出。超合眾國成立後擔任一號隊隊長。
在第二次東京決戰途中，得知魯路修剿滅GEASS響團后對Zero產生了質疑，並將影像傳送給藤堂。之後被捲入核爆炸中而陣亡。
仙波崚河（声优：島香裕／香港：黃子敬／台灣：康殿宏）
- 年齡：不明（KIA）
- 性別：男性
- 人種：日本人
- 駕駛機體：Type-1R 無賴改、Type-3F 月下

藤堂部下四聖劍的一員，年齡較大，體格壯碩。在救出藤堂後歸入黑色騎士團。之後擔任黑色騎士團二號隊隊長。
黑色叛亂失敗後被不列顛尼亞帝国逮捕，后被救出。於太平洋奇襲作戰中被基諾的Tristan突襲而陣亡。
卜部巧雪（声优：二又一成／香港：梁志達／台灣：蔣鐵城）
- 年齡：不明（KIA）
- 性別：男性
- 人種：日本人
- 駕駛機體：Type-1R 無賴改、Type-3F 月下

藤堂部下四聖劍的一員，在四個人中他的身高最高。在救出藤堂後歸入黑色騎士團。
在魯路修失憶後的一年內，與C.C.共同領導黑色騎士團作戰。第二季開場指揮了營救魯路修的「飛燕」作戰。
「Zero=魯路修」的知情人士之一(只知道他是不列顛籍的學生，並不知道其皇子身份)，和卡蓮一同迎接魯路修的回歸。
为救鲁路修，而想與罗洛驾驶的文森特同歸於盡，到最後自盡而亡。

### 京都六家
由日本的六大財閥與名門所組成，以皇神樂耶為領導者，桐原泰三、刑部辰紀、公方院秀信、宗像唐齋、吉野浩志等五人為重鎮。STAGE 22中，京都的身份已經被達爾頓和巴特列將軍發現了。於是京都被要求無血開城，自動解散，停止對騎士團的資助。在黑色叛亂事件後，不列顛尼亞帝國從原先由代理人控制的方式，轉向為直接控制日本的各種資源。桐原泰三、刑部辰紀、公方院秀信、宗像唐齋、吉野浩志等五人因失去利用價值而被處死。
皇神樂耶（声优：金井美香／香港：何璐怡／台灣：龍顯蕙）
- 年齡：15歲 →16歲﹙R2﹚→18歲﹙復活的魯路修﹚→23歲﹙奪回的Rozé﹚
- 性別：女性
- 生日：8月10日
- 人種：日本人

黑髮少女，日本皇室少數的倖存者及天皇血脈繼承人，與朱雀是表兄妹關係（在第一季的STAGE 23有提到過）。小時候就見過魯路修兄妹。現為京都六家的領導者。
在樞木朱雀救出作戰時開始注意到Zero（STAGE 4），對Zero有一定程度的好感，並把希望寄託在Zero身上。後來因建立「日本特區」的尤菲米亞受到Geass暴走影響殺害大批11区（日本）人，為求自保的京都六家與黑騎一同行動。在Zero的建國典禮上，終於見到了Zero並且相當的高興。後來多次聲稱自己為ZERO的新婚妻子，不過她只是單純的喜歡ZERO，並不知道ZERO的真實身份為魯路修。
「黑色叛亂事件」後逃亡於中華聯邦。流亡期間與天子成為了好友。Zero再度復出後，便與天子暫別。在太平洋奇襲作戰中與黑騎士團會合並進行協助。後來與Zero及黑騎士團帶領約略一百萬名11區人搭乘海冰船，一起前往中華聯邦。
超合眾國建立後，擔任日本代表及超合眾國最高評議會議長。
於R2 TURN 22中，在超合眾國與魯路修的會議中，皇神樂耶與黑色騎士團幹部一致認為魯路修破壞了和平。魯路修指揮不列顛尼亞軍與朱雀占領大會現場，皇神樂耶也被魯路修挾持為人質。決戰前夕，被魯路修安排的咲世子、洛伊德和塞希露所救，遇到黎星刻後隨即逃出。在接近結局時仍展現出寬宏的一面，為了魯路修妥善安置敗於卡蓮的C.C.，被C.C.認為她能部份理解魯路修的本質。
在《復活的魯路修》中，得知魯路修未死的消息後，托扇把眾人聚會時的影片和照片轉交給魯路修，讓他知道眾人在被重建秩序的世界生活得很好，讓其安心並表達自己的謝意。
特典廣播劇敘述皇神樂耶藉由咲世子的事後報告書了解事件始末，透露出未能來得及重逢故人的遺憾。
她也是《奪回的Rozé》的主角皇朔夜的堂姐，北海道領主皇重護的侄女。由於在光和3年丟失北海道地區，使當地國民重回11區人被奴役的慘況，引疚辭去議長一職，直至光和7年，柯內莉亞游說她復出及重新就任議長。
桐原泰三（声优：辻親八／香港：陳曙光／台灣：康殿宏）
- 年齡：不明（KIA）
- 性別：男性
- 人種：日本人

京都六家的代表之一。是開採櫻戴特的桐原產業的創辦人，掌握著富士礦山的開採作業。日本被佔領後，搖身一變協助不列顛尼亞帝國，因而被稱為賣國奴桐原。實際上是陽奉陰違在暗中積極資助日本各地的反抗軍。似乎擅長詭計，有如日本戰國人物齋藤道三。
七年前魯路修與娜娜莉被送來日本時就認識魯路修，十分清楚他與帝國皇帝之間的仇恨，故得知其是Zero的真相後，表示全力支持身為外國人的他領導黑色騎士團作為反抗勢力。
黑色叛亂事件中與Zero站在同一陣線，但由於黑色騎士團在東京租界的攻勢作戰失敗，桐原泰三因而被不列顛尼亞帝國逮捕處死。

### 北海道支部
漣士郎（聲優：山本兼平）
- 年齡：不明
- 性別：男性
- 人種：日本人

《奪回的Rozé》中出場，黑色騎士團駐北海道八戶基地的指揮官，少數知道蘿傑就是真正的皇朔夜的黑色騎士團成員。
志塚香（聲優：小林親弘）
- 年齡：不明
- 性別：男性
- 人種：日本人

《奪回的Rozé》中出場，漣士郎的部下，少數知道蘿傑就是真正的皇朔夜的黑色騎士團成員。

### Pearl Party
加苅莎維多莉（聲優：二之宮唯）
- 年齡：16歲
- 性別：女性
- 人種：印度人與日本人的混血兒
- 生日：皇曆2002年11月6日

外傳《白之騎士 紅之夜叉》登場的人物。12歲時從大學畢業的才女。在毀滅嚮團的任務後，為了掩護紅緒幾乎被洛洛殺害時被魯路修所救，之後被魯路修以Geass消除了有關黑色騎士團時期的記憶。在零之鎮魂曲後再度加入黑色騎士團。並成為「Pearl Party」的一員。

### 十六夜
直屬於皇神樂耶的諜報組織。
宗賀白馬（Soga Hakuba，聲優：岡本信彥）
- 別名：特工新月
- 年齡：25歲
- 性別：男性
- 人種：日本人
- 駕駛機體：Type-05S/SC 新月

小說《新潔的阿爾瑪莉亞》的男主角。皇神樂耶的諜報組織「十六夜」的特工，代號「新月」，宗賀家52代傳人兼唯一的倖存者，曾兩度加入黑色騎士團。已婚，與妻子唯育有一女明日奈，但妻女死於魯路修爆破了富士山的樱石礦時波及的村莊，為無法保護家人一事內疚不已。在零之鎮魂曲後，被神樂耶親自邀請加入「十六夜」以阻止戰爭為目標活著。
薩朵莉．莉西莉紐（Satori Richelieu，聲優：佐佐木琴子）
- 年齡：18歲
- 性別：女性
- 人種：日本人和歐洲人混血

小說《新潔的阿爾瑪莉亞》出場。皇神樂耶的諜報組織「十六夜」的特工，宗賀白馬的搭檔。擁有在直視下令对象将会无意识的如实回答其问题的Geass，來源不明。
雙葉綾芽（Futaba Ayame，聲優：折笠富美子）
- 性別：女性
- 人種：日本人
- 第二季出場，黑色騎士團在「第一次東京決戰後入團」的志願者，主要擔任黑色騎士團的新型浮游航空艦「班鳩」的艦橋操作員。在「零之鎮魂曲」後加入皇神樂耶的諜報組織「十六夜」。

### 其他團員
影崎絆（聲優：陶山章央／台灣：蔣鐵城）
- 年齡：不明（KIA）
- 性別：男性
- 人種：日本人

黑色头发的男子，第一季中担任黑色騎士團第三號隊隊長。在第一次東京租界攻擊作戰中，奉命阻击追击Zero的傑瑞米亞，受到傑瑞米亞的攻擊而陣亡。
木下（聲優：小川一樹／台灣：何志威）
- 年齡：不明（KIA）
- 性別：男性
- 人種：日本人

第二季中登場的人物，黑色騎士團零號隊副隊長。在隊長卡蓮被俘虜期間，負責代為執行零號隊的指揮。受Zero指令前去殲滅嚮團的作戰，但對於殺死非戰鬥人員的屠殺行為感到疑惑。
在第二次東京決戰時，機體被擊落而亡。臨死前將Zero殲滅嚮團的畫面傳送給朝比奈，引發了黑騎對Zero的叛變。
森（聲優：松本大）
- 年齡：不明（KIA）
- 性別：男性
- 人種：日本人

第二季中登場的人物，零號隊隊員，前去殲滅嚮團時，受嚮團的小孩操控，將隊友殺死。
日向無花果（聲優：大原沙耶香）
- 性別：女性
- 人種：日本人

黑色骑士团溃散之后新入团的志愿者。主要擔任黑色騎士團的新型浮游航空艦「班鳩」的艦橋操作員。
水無瀨六月（聲優：後藤邑子）
- 性別：女性
- 人種：日本人

黑色骑士团溃散之后新入团的志愿者。主要擔任黑色騎士團的新型浮游航空艦「班鳩」的艦橋操作員。
朱城紅緒（聲優：菱川花菜）
- 年齡：16歲
- 性別：女性
- 人種：不列顛尼亞人與日本人的混血兒
- 生日：皇曆2002年5月5日
- 駕駛機體：無賴、Type-02H 紅鬼燈

外傳《白之騎士 紅之夜叉》登場的人物。在建立日本行政特區典禮失去了父母，從此患上槍械恐懼症。之後被卡蓮所救。
在第一次東京決戰後躲在神戶租界。之後加入了黑色騎士團，被編入零號隊。
在毀滅嚮團的任務後，由於對屠殺嚮團成員的行為抱有疑問，幾乎被洛洛殺害時被魯路修所救，之後被魯路修以Geass消除了有關黑色騎士團時期的記憶。在零之鎮魂曲後成為一名高中生，再度與莎維多莉成為好友。
坂井湊（聲優：Lynn）
- 年齡：不明
- 性別：女性
- 人種：日本人

《奪回的Rozé》中出場，負責護送尼娜到北海道的護衛。在完成護送任務後被任命為七煌星團與黑色騎士團的聯絡員。由於其性格過於耿直，因此並沒有被告知蘿傑就是真正的皇朔夜。
結局回到北海道支部。

## 阿什弗德學園

### 學生會
夏麗·菲尼特（Shirley Fenette）　聲優：折笠富美子／香港：程文意／台灣：龍顯蕙
- 年齡：17歲 →18歲﹙R2﹚（KIA）
- 性別：女性
- 人種：不列顛尼亞人
- 生日：皇曆2000年7月9日
- 星座：巨蟹座
- 血型：A型
- 身高：172CM
- 角色能力：母性／純情：10，精神力／思考力／行動力：6，社交性：8

阿什弗德學園高中部3年級學生，學生會兼游泳部的成員之一。魯路修的同班同學，暗戀魯路修。(有日本爱好者考证其死亡时的场景类似约翰·艾佛雷特·米莱的画作《欧菲莉亚》，可认为暗示其原型为《哈姆雷特》中的欧菲莉亚。)
她的父親是探測開採稀有戰略礦產櫻戴特的地質技術人員。父親到成田連山出差時，不幸被黑色騎士團的紅蓮貳式所引發的泥石流活埋而去世。發現魯路修竟然是黑色騎士團的領導者Zero而大受打擊。被維蕾塔利用來調查魯路修但是在最後關頭還是開槍打傷維蕾塔。魯路修不想她痛苦故施以Geass讓她失去有關魯路修的所有記憶。
在看到自己之前寫的信之後，知道Zero等於魯魯的事實，但對於自己所喪失部分記憶（對娜娜莉的哥哥——魯路修毫無印象），感到相當疑惑。
因為見到魯路修和尤菲談話，已經對二人的關係產生了懷疑。并且STAGE 22后已經相信魯路修就是Zero，但是并沒有舉報。
第二季中，因为記憶被查尔斯篡改，曾一度忘了魯路修是Zero的事，亦忘了娜娜莉，而只知羅洛。跟之前一樣暗戀著魯路修。
后受到傑瑞米亞的Geass消除器的影响，之前的全部记忆得以恢復，因而陷入了記憶的混亂，最後因为自己无论发生什么事，却始终如一地愛着鲁路修而決心幫助他。為此而勸說朱雀與魯路修和好，並表示自己已經原諒了他，間接成為兩人最終聯手的契機之一。在TURN 13中與羅洛會面時，被其所殺，臨死前留下了對魯路修的告白，使魯路修悲傷不已。也使得鲁路修下定决心无论如何也要毁灭Geass嚮团，为其报仇。她的死是讓魯路修性格大變的原因。
不列顛尼亞官方记录为自杀（TURN 14内容）。
剧场版《叛道》中，杰瑞米亚在消除了夏麗身上的Geass后，告诫她不要探究內幕，使得她避开於原作死亡的結局。剧场版《皇道》後段，有C.C.相見夏麗一幕，片尾寄給C.C.信中表明夏麗和杰瑞米亚移居法国。
剧场版《復活的魯路修》提到零之鎮魂曲時，C.C.請託夏麗利用她非監視範圍的平民身分與杰瑞米亚協力取走魯路修的屍身，好讓C.C.把他復活。最後魯路修也設想當一切安頓好時會聯絡夏麗……片尾曲畫面呈現夏麗收到了讓她喜極而泣的通訊。
漫畫中則延續原作已死的設定，在C的世界和尤菲米亞、羅洛一起守護魯路修，替C.C.開路協助她尋回魯路修的靈魂。後來在魯路修及娜娜莉被來自皇帝夫婦及所有被他所殺之人的惡意囚禁時，再次拯救他們，實現她生前的諾言。(守護孤獨一人的魯路修，連同娜娜莉一起，取回他的幸福)
《Lost Stories》與漫畫版同樣延續原作已死的設定。
利瓦爾·卡德蒙德（Rivalz Cardemonde）　聲優：杉山紀彰／香港：張裕東→李致林／台灣：蔣鐵城
- 年齡：17歲 →18歲﹙R2﹚→20歲﹙復活的魯路修﹚
- 性別：男性
- 人種：不列顛尼亞人
- 生日：皇曆2000年7月20日
- 星座：巨蟹座
- 血型：AB型

阿什弗德學園高中部3年級學生，魯路修的同班同學兼損友。經常駕摩托車(BMC RR 1200)帶魯路修出去參與賭錢活動（比如國際象棋）。
阿什弗德學園學生會的成員，擔任學生會的書記。暗戀著學生會的會長米蕾。
在第二季記憶被竄改，忘了娜娜莉，而只知羅洛。
在TURN 22與尼娜一起帶著「愛之女神」戰術核武的資料逃亡時，遭到羅伊德的部隊攔阻，而魯路修卻交代羅伊德俘虜尼娜但釋放利瓦爾。
由廣播劇得知，在魯路修死亡後，成为学生會会长，在杰瑞米亚的帮助下恢复對娜娜莉的記憶。
尼娜·愛因斯坦（Nina Einstein）　聲優：千葉紗子／香港：陸惠玲／台灣：林美秀
- 年齡：17歲 →18歲﹙R2﹚→20歲﹙復活的魯路修﹚→25歲﹙奪回的Rozé﹚
- 性別：女性
- 人種：不列顛尼亞人
- 星座：處女座
- 血型：A型
- 角色能力：集中力：10，思考力：8，運動能力：2，社交性／精神力／行動力：4

阿什弗德學園高中部2年級學生，學生會的一份子，捲髮並戴著眼鏡，十分害怕ELEVEN和榮譽不列顛尼亞（日本）人。非常精通物理學相關知識。
由配图广播剧STAGE 3.25得知尼娜与米蕾为青梅竹马，尼娜的爷爷曾在米蕾爷爷的手下从事KMF的研究。
在STAGE 8的酒店恐怖事件中獲救之後，一直想感謝关键时刻救助自己的尤菲米亞。曾在STAGE 12看著尤菲的照片做出自慰的行為。在STAGE 20終於又見到了尤菲米亞，並幫她打氣令她有了告白的勇氣。STAGE 23，因為得知尤菲的死訊，陷入瘋狂和崩潰的狀態及憎恨Zero。開始研制一些類似核彈的東西（妮娜在進行鈾235的研究工作）。最后顺利制作出了核弹，但在引爆時失敗。
第二季中，記憶被竄改，忘了娜娜莉，而只知羅洛（TURN 9回忆画面）。进入了修奈杰尔下属的科研部门，在北美的达拉斯研究所进行反應武器的研究工作，同时兼任修奈杰尔专属科研小组部门（INVOKE）的主任。經過無數次失敗之後，終於在達拉斯附近成功試爆了世界上第一顆核彈。
由於發現核彈的威力過大，在戰爭中造成大量傷亡而恐懼，更私自退出科研小組並逃亡回到有米蕾庇護的學園裏。期間遭到各國通輯。在R2 TURN 22與利瓦爾一起帶著「愛之女神」戰術核武的資料逃亡時，遭到羅伊德的部隊攔阻，而魯路修卻交代羅伊德俘虜尼娜但釋放利瓦爾。隨後在羅伊德等人展示下，知曉了修奈杰爾違背對她的承諾，解除核彈限制器。他不擇手段的一面令她心寒。
在R2 TURN 23中，被魯路修皇帝帶走破解核彈威力的技術。在不列顛尼亞與黑騎對峙中，成功製造出核彈零界點破解武器，並藉由魯路修、朱雀的手成功解除核彈功能。雖然她表示永遠不能原諒Zero(魯路修)，但是為了對其發明核彈所帶來巨大傷亡的世界負責及使世界成為尤菲米亞所期望的未來，而願意協助他完成「零之鎮魂曲」。FINAL TURN「零之鎮魂曲」結局中，雖被魯路修麾下的不列顛尼亞軍俘虜並囚禁在監獄中，但在朱雀（Zero）刺殺魯路修之後被柯內莉亞的人馬救出。
由廣播劇得知，在魯路修死後，於杰瑞米亚的帮助下恢复了對娜娜莉的記憶，並致力於改變核能在和平用途的研究上。在《復活的魯路修》中前往戰場擔任技術支援。
在《奪回的Rozé》中受到黑色騎士團的指派前往北海道支援七煌星團，把改良後的核彈零界點破解武器交給蘿傑(皇朔夜)等人。
因她在劇中經常作出歧視ELEVEN的行為，以及在尤菲被殺後作出一連串的瘋狂行為，而被不少觀眾討厭，更被稱為「桌角女」。
米蕾·阿什弗德（Milly Ashford）　聲優：大原沙耶香／香港：馬小靈／台灣：雷碧文
- 年齡：18歲 →19歲﹙R2﹚→21歲﹙復活的魯路修﹚
- 性別：女性
- 人種：不列顛尼亞人
- 星座：獅子座
- 血型：O型
- 角色能力：惡搞：10，指導力／精神力／演技／思考力：8，行動力：6

阿什弗德學園高中部3年級學生，也是學生會的會長。理事長Ruben.K.阿什弗德的孫女。除了朱雀之外，是少數從一開始就知曉魯路修兄妹皇族身份的學生。
被母親強迫去與貴族／上層人士相親，目的為了振興家族。所以她很羨慕學生會其他成員可以自由戀愛，還故意製造獨處機會給夏麗和魯路修。
第二季中，因为学分不够的关係，留级一年。目前和鲁路修一样，同是高中3年级。
與羅伊德伯爵有婚約（已經訂婚的關係），但婚约达成的条件是要高中毕业之后，所以留级似乎是故意的。
在R2 TURN 12中表示對魯路修有一定好感，但還是積極促成他和夏莉成為情侶。
跟其他學生會成員一樣，記憶被竄改，忘了娜娜莉，而只知羅洛，也忘記鲁路修是不列顛尼亞帝国皇子的身份。
之后提前修满学分而提早毕业，并且解除与羅伊德的婚约，去了电视台担任气象及新聞報導員。
由廣播劇得知，在魯路修死後，於杰瑞米亚的帮助下，恢复了對娜娜莉的記憶，也記起小時候祖父收養魯路修兄妹的原因。儘管不理解魯路修在登基後和朱雀所做的暴政，但坦言兩人永遠都是自己的後輩及好友。

### 其他學生與相關人物
蘇菲（聲優：林未紀）
- 年齡：不明
- 性別：女性
- 人種：不列顛尼亞人

阿什福特學園高中部的學生，夏麗的室友，關心著夏麗。在黑色叛亂事件後，與其他學生一起被送回不列顛尼亞帝國。
米亞（聲優：三宅ひとみ）
- 年齡：不明
- 性別：女性
- 人種：不列顛尼亞人

第二季中新登場人物，夏丽的同学，同時也是游泳社的成員。在米蕾所主辦的一個名為丘比特日的強制情人配對遊戲中有活躍的表現，是第一个抢到鲁鲁修帽子的人(這是米蕾的畢業慶祝活動，目的是為了幫助夏麗)。之后出现在扇要与维蕾塔的结婚照中。
在官網舉辦的人氣投票中，擊敗尼娜、玉城等配角，得到第20名。

## 中華聯邦

### 核心人物
天子（聲優：松元環季 (初代)，須藤沙織 (二代)／香港：鄭麗麗／台灣：林美秀）
- 年齡：13歲﹙R2﹚→15歲﹙復活的魯路修﹚
- 性別：女性
- 人種：中華聯邦人
- 生日：皇曆2005年1月28日
- 星座：水瓶座
- 血型：O 型

本名蔣麗華，中華聯邦第89代天子，是位居中華聯邦最高領袖的年幼少女，同時也是中華聯邦權勢的象徵。但實權早已被大宦官們所剝奪，自身也被長期軟禁在聯邦首都洛陽的朱禁城中，對外面的世界一無所知。六年前在偶然的機遇下救了黎星刻，並與星刻訂下了永續調和的契約，對星刻抱著思念的情緒。神樂耶為她的第一位朋友。之後被大宦官們當成政治籌碼，準備以政治聯姻的形式下嫁給不列顛尼亞第一皇子奧德修斯成為其妻子，並準備前往不列顛尼亞帝國作為人質。由於大宦官們的醜態被黑騎所公開，以至被人民所推翻，因而獲得解放。
在超合眾國成立後，擔任中華合眾國在超合眾國的代表。
於TURN 22中超合眾國與魯路修的會議中，魯路修指揮不列顛尼亞軍與朱雀占領大會現場，並挾持天子本人，之後被黎星刻救出。
在「復活的魯路修」結尾中，到日本阿什弗德學園留學，並與娜娜莉成為朋友。
黎星刻（聲優：綠川光／香港：黃榮璋、劉奕希（代配）／台灣：）
- 年齡：24歲
- 性別：男性
- 人種：中華聯邦人
- 生日：皇曆 1994 年12 月 31 日
- 星座：摩羯座
- 血型：A 型
- 駕駛機體：XT-409 神虎

STAGE 23中线路背影的中華聯邦神秘男子。中華聯邦的武官，為一名下級官吏的孩子。擁有可與魯路修匹敵的智略、政治手腕及與朱雀匹敵的戰鬥能力，被稱之為「麒麟兒」。但因病魔所侵，以至生存時間有限。操控著幾乎無人能駕御的「神虎」。
六年前因給予囚犯藥物的事而被逮捕時，為天子所救，對天子有絕對的忠誠，並與天子定下了永續調和的契約，要將天子從大宦官們所控制的朱禁城中救出。選擇進軍校就讀，依靠自身的努力進入聯邦中樞，作為駐紮11區總領事館大宦官高亥的隨行護衛。以叛國罪的罪名扼殺高亥掌握總領事館的實權後，與黑色騎士團成為合作伙伴。
在返回中華聯邦後，得知中華聯邦將與不列顛尼亞帝國進行政治聯姻結盟。之後與同樣痛恨大宦官的戰友積極地準備救出天子的軍事政變計畫。在發動軍事政變之時，Zero 趁勢將天子所虜走，以至星刻不得不為大宦官所用而追擊黑騎。在拼死從魯路修手中救出天子時，在駕駛艙中一次次的咳出鮮血，卻執著依舊。因大宦官的背叛而陷入極度困境時，卻因 Zero 的策略導致各地人民起義政變，撼動了大宦官集團的統治。最終與黑色騎士團聯手消滅了大宦官集團，並消滅平定了在各地擁權自重的軍閥，結束了中華聯邦的分裂狀態，並與黑色騎士團結為同盟。超合眾國成立後，與周香凜、洪古等人加入黑色騎士團，擔任黑色騎士團的總司令，統帥黑色騎士團和各國軍隊進攻 11 區對抗不列顛尼亞帝國軍。據說生日為每年的最後一天。
與不列顛尼亞帝國（魯路修）作最終決戰時，和修奈傑爾率領的舊皇帝派結盟，並擔任黑色騎士團的總指揮。Zero鎮魂曲之後，見證了日本新任首相扇要與合眾國不列顛代表進行的歷史性會面。
在「復活的魯路修」片頭中，有暗示他在世界和平後不久最終因自身疾病而去逝。
周香凜（聲優：大原沙耶香／香港：林芷筠／台灣：龍顯蕙）
- 年齡：不明
- 性別：女性
- 人種：中華聯邦人

第二季中新登場人物，黎星刻的輔佐官。在黎星刻親自上前線作戰時，代為執行部隊的指揮。超合眾國成立後，擔任黑色騎士團參謀長官。
與黎星刻一起策劃對大宦官的軍事政變，因失敗而被拘捕。之後因大宦官的追擊部隊的敗北作為契機，再次為大宦官所用，與黑色騎士團交戰。在黑色騎士團等人陷入絕境時，再次被大宦官拘捕，最後被討伐大宦官的黎星刻所救。超合众国成立后，与黎星刻、洪古等人一同加入黑色骑士团，担任黑色骑士团的参谋长官。

### 大宦官集团
位於天子之下的政治官僚集團，為中華聯邦各省的代表，因天子年幼，掌握著聯邦的政治實權。除高亥外，尚有趙皓、夏望、程忠、項勝、蔡力士、童倫、黃遷等人。大宦官為了一己私利，除欺壓臣民外，還將天子做為政治工具，以政治婚姻方式出賣給不列顛尼亞帝國，私底下還秘密割讓領土與簽定不平等條約，換取不列顛尼亞帝國給予的爵位以及龐大的酬庸。之後因行徑敗露，引致中華聯邦各地人民紛紛暴動而失勢，及後被黎星刻所剷除。
高亥（聲優：關根信昭／台灣：蔣鐵城）
- 年齡：不明（KIA）
- 性別：男性
- 人種：中華聯邦人

第二季中新登場人物，中華聯邦實際掌權的大宦官官僚集團成員之一，擔任駐11區總領事館的總領事。被魯路修施以Geass，收容黑色騎士團並借出總領事館的房間給Zero發表演講，並對不列顛尼亞承認了收容黑色騎士團的事，引來不列顛尼亞軍對總領事館的包圍。黎星刻以此事質疑他對天子的忠心，但因中了Geass，故說出違背本意的話，最後被黎星刻以叛國罪為由殺害。

### 其他
曹將軍（聲優：田口昂／台灣：于正昌）
- 年齡：不明（小说版提到九州事件时为51岁）（POW）
- 性別：男性
- 人種：中華聯邦人

STAGE 20登場的人物，动画中为中華聯邦遼東軍區派遣軍的司令官。以人道支援為由，負責支援澤崎進攻日本，一度佔有九州。最終兵敗被俘，成為不列顛尼亞帝國的階下囚。
小说版提到全名为曹渊明（曹淵明（ツァオ・ユエンミン））。提到其原为第七装甲师团指挥官，退役后任辽东军区顾问，其设定与动画冲突。
洪古（聲優：松本大／香港：林保全／台灣：康殿宏）
- 年齡：不明
- 性別：男性
- 人種：中華聯邦人
- 駕駛機體：TQ-19 鋼髏  Type-05S 曉 直參式樣

第二季中新登場人物，中華聯邦的軍人。在6年前逮捕給予囚犯藥物的黎星刻，而與星刻之間有過一段淵源。和黎星刻一樣，對大宦官專權有所不滿，與星刻策劃討伐大宦官的行動。過去擔任鋼髏部隊的指揮官，在前線協助星刻。超合眾國成立後，擔任黑色騎士團二號隊隊長。
韩弦（聲優：佐藤正治）
- 年齡：不明
- 性別：男性
- 人種：中華聯邦人

在R2配图广播剧TURN 9.34中的人物，官职为洛阳卫戍司令。巴结宦官，贪图权利，对百姓课以沉重的通行税。被魯路修用Geass下令像猪一样活着。

## E.U.
玛格丽特·沃波尔（Margaret Walpole）
在官方庆祝活动《奇迹的诞生日》的插画中首次登场的少女，作为E.U.的代表与娜娜莉、天子、神乐耶一同出席超合众国的会议。在电影《皇道》和《Code Geass 復活的魯路修》的漫画中亦有登场。人物姓名出自第三部电影版《皇道》。在遊戲《Code geass 失落物語》中，提及她重新任命wZERO作戰部隊的所有成員，為調查Geass遺跡及阻止戰爭，和神樂耶的「十六夜」機關特工們合作及共享情報。
冈多尔夫（Gandolphy）
- 年齡：不明
- 性別：不明
- 人種：EU人

在STAGE 20修奈杰尔提到的EU的外交部长。
巴爾克勞奇將軍
- 年齡：不明
- 性別：不明
- 人種：EU人

在R2广播剧TURN 0.56中提到的EU將領，有「冰雪荒鹫」的稱號。
在波羅的海會戰中，率領EU的第六集團軍以縱深陣型展開機動防禦，被樞木朱雀所駕駛的Knightmare單騎突破陣營，並切斷補給線。

## GEASS相關人物
毛（Mao，聲優：草尾毅／香港：黃榮璋／台灣：吳東原）
- 年齡：17歲（KIA）
- 性別：男性
- 人種：中華聯邦人

神秘少年，於中華聯邦流落的孤兒。常戴著耳機與護目鏡，具有讀取對方思想的Geass能力，有效範圍為500米以內，使用次數無限，但自己卻沒法自由控制停止這個能力。在所戴的耳機裡持續播放C.C.的聲音，因只有C.C.的聲音才能使他的心情平靜下來。想利用夏麗殺掉魯路修，不過失敗了。
是C.C.給予他Geass能力，對當時六歲的毛來說，C.C.可說是他最重要的朋友、親人、愛人，也是陌生人。然而與他訂下契約的C.C.卻離他而去，這使得他的精神產生異常。與C.C.重逢後產生爭執，甚至想殺了C.C.。
他跟魯路修對決兩次，結果都以魯路修勝利而告終。第一次，魯魯修利用錄像分散了毛的注意力並將其打敗。第二次，魯路修先利用Geass將自己的記憶刪除，讓毛無法察覺自己的計畫，之後又在朱雀崩潰時使用Geass使毛無法說話。最終被C.C.親手殺死。
罗洛·兰佩洛基（Rolo Lamperouge，聲優：水島大宙／香港：張裕東／台灣：雷碧文）
- 年齡：不明（KIA）
- 性別：男性
- 人種：不列顛尼亞人
- 生日：皇曆10/25(實際上是娜娜莉的生日，但因魯路修被改寫記憶，作為代替者的他就被當成是在該天生日)
- 駕駛機體：RPI-212 文森特、RPI-13 桑德蘭飛行型、Type-0/0A 蜃氣樓

首先在PS2与PSP版游戏中登场的新人物，会刺杀登陆神根岛的主角。
在R2中再次登场，假扮成魯路修的弟弟，代替被改寫記憶中娜娜莉的位置，就讀於阿什弗德學園高中部一年級。
駕駛機體是量產型的新銳機文森特。
本身是暗殺者，從小就能使用Geass，受雇於不列顛尼亞帝國機情局。一直以達成任務為根本理念，而不在乎周圍的問題，比如同伴的死活。
因為是沒有家人的孤兒（甚至連真實的姓氏也沒有），所以對家庭親情等觀念看得特別重。
對於人類一向沒有付出感情的他，看見失憶的魯路修付出感情之後，顯示出單純的一面。
右眼持有Geass能力，可改變被施者對周圍時間的感知，造成羅洛有瞬間移動能力的假象。Geass類型和毛一樣是廣域型，在範圍內的人都會受Geass影響，但對物理現象，比如飛行的子彈等，干涉無效。似乎在使用次數和範圍上並沒有限制，但其施行Geass範圍越廣，所及人數越多，對施行者身體會形成負擔，因此持續時間極短，大概只有數秒鐘。於TURN 6中曾小範圍持續使用二十幾秒。
因為相信了魯路修的話，傾向了黑色騎士團一方，之後被魯路修利用，最後徹底背叛了機情局。（實際上魯路修十分憎恨他假裝成自己弟弟，佔據了其心目中「娜娜莉」位置，打算徹底利用他在機情局和Geass嚮團的身份，替他掩飾恢復記憶的事實及取得機密情報，甚至為黑色軍團出戰，物盡其用之後，再把他視為「抹布」（即棄卒）扔掉。）
對作為「兄長」的魯路修有強烈的佔有慾，曾企圖把娜娜莉殺死，使自己成為魯路修唯一的家人。也因此將恢复記憶的夏麗殺死，使魯路修對他憎恨至極，但也是他在第二次東京決戰之後因為黑色騎士團與修奈傑爾揭發了Zero的真相，在魯路修遭黑色騎士團與不列顛尼亞軍追殺時，駕駛蜃氣樓捨命救走魯路修，最後因作戰中堅持大範圍連續使用Geass，心臟超出負荷而死。在救出魯路修時，表示作為「弟弟」和魯路修相處的時間中，讓他從「工具」成為了一個「人」，也擁有了屬於自己的回憶和家人（由於是使用Geass時所說，因此體感時間靜止的魯路修實際無法聽到這段真心話）。
R2 TURN 19中，終於被魯路修真心認同是「魯路修·蘭佩洛基的弟弟」，而不再是「抹布」。在死後於「C的世界」中，保護被查爾斯及其他因魯路修而死的人們詛咒的魯路修，令他成功復活及安全帶走娜娜莉的意識。
V.V.（聲優：富澤風斗／香港：林元春／台灣：雷碧文）
- 年齡：不明（KIA）
- 性別：男性
- 人種：不列顛尼亞人
- 生日：皇曆1955年8月4日
- 身高：120CM
- STAGE 19中和C.C.通話的神秘人物。STAGE 18中強子炮主炮發射瞬間，救走魯路修等眾人的也是他。第一季最後，是他劫走了娜娜莉，並且知道C.C.的存在，同時告知朱雀有關Geass和Zero的真相，導致魯路修主導的第一次東京攻略戰慘敗的遠因之一。

R2 確認為不列顛尼亞帝國皇帝查爾斯的親兄長（即眾皇子公主的伯父，但當中只有魯路修、柯內莉亞和瑪麗蓓爾與他交談過），也是他的Geass能力契約者。從身型可見年紀很小時已經成為Code持有者，緣由似乎跟他與查爾斯一代的皇位爭奪戰有關。和C.C.一樣是不死身，R2 TURN 13被柯內莉亞的飛刀擊中腦門，沒多久便恢復過來。
會以利用價值去定奪其身邊人的生死，所以對敵人都不一定即時誅之。過去認為瑪麗安娜皇妃（鲁鲁修之母）的存在影響查爾斯一統天下的決心，於是策動謀殺和篡改了大部分人的記憶。後來查爾斯還是從發動Geass的瑪麗安娜中知道實情，隐瞒这件事情令他和弟弟之间的关系开始出现破裂。
為C.C.之後的Geass向團的當主。曾幫助傑瑞米亞獲得Geass Canceller，並指使他刺殺鲁路修。
被魯路修率領的黑色騎士團零番隊大破向團基地。在對黑色騎士團的戰鬥中被擊成重傷後，負傷的V.V.隨後被其弟不列顛尼亞皇帝查爾斯奪去Code刻印而死亡。
據C.C.所言，他曾經愛上過瑪麗安娜王妃，不過礙於皇帝哥哥的身份不得不放棄。
台灣電視版取本角色的日文譯音以V2代稱。
在手機遊戲《Genesic Re;CODE》中確認其真名是維克托·Di·不列顛尼亞（Victor di Britannia）。
修女（聲優：百々麻子／香港：梁少霞）
- 年龄：不明（KIA）
- 性别：女性
- 人种：不明

为了摆脱永生的折磨，给予C.C.获得他人的爱的GEASS。当C.C.的GEASS达到双眼的程度时，通过某种手段将自身的CODE转移到C.C.身上后死亡。

## 前日本政府
樞木玄武（聲優：岸野一彥（廣播劇CD限定））
- 年齡：不明（KIA）
- 性別：男性
- 人種：日本人

在STAGE 11回憶中出現的人物，舊日本國內閣，日本最後的總理大臣，朱雀的父親。在不列顛尼亞帝國入侵前夕，聽從軍部的諫言，決定徹底抗戰，打算將魯路修兄妹當作人質，被阻止此事的朱雀所誤殺。因為他的死亡以致於日本陷入混亂，使處於軍事劣勢的日本迅速被不列顛尼亞佔領。桐原等人隱蔽真相，並對外公布為「自決」。
在广播剧STAGE0.521《消えた ナナリー》中欲与娜娜莉订婚，在广播剧STAGE 0.533《はじめて の 友達》提到婚约被鲁鲁修设法解除。
澤崎敦（聲優：稻葉實／香港：陳永信／台灣：康殿宏）
- 年齡：不明（POW）
- 性別：男性
- 人種：日本人

STAGE 20登場的人物，樞木玄武任首相時代的政治家，在當時擔任內閣官房長官的職務。得到中華聯邦的幕後支援，想使九州成為獨立的國家，在蘭斯洛特和高文兩部Knightmare(即朱雀與身為Zero的魯路修首次合作)攻擊下，與其協助者曹將軍兵敗被俘。之后被不列颠处刑。

## 日本解放戰線
反抗勢力之一，都穿著類似於日本帝國陸軍的制服，由前日本政府的軍人所組成。位於日本中部，是日本最大的反帝國組織。但隨著成田之役加上片瀨少將的陣亡，日本解放戰線大致上已歸入黑色騎士團。
片瀨帶刀（聲優：小山武宏／香港：陳曙光／台灣：劉傑）
- 年齡：62歲（KIA）
- 性別：男性
- 人種：日本人

日本解放戰線的領導者，長相神似西鄉隆盛。階級為前日本軍的少將，因為「嚴島的奇蹟」而非常信賴藤堂。喊著「回天」、「神風」等詞語，彷彿是第二次世界大戰大日本帝國軍大本營的化身。
因成田連山攻防戰中喪失根據地，在與部下搭乘載滿了液態櫻石（準備作為資金）的貨輪準備脫逃時，被柯內莉亞的海軍陸戰隊騎士團圍攻而陷入四面楚歌狀態。此時貨輪引爆了事先安裝在貨輪逃亡路線上的機雷，片瀨少將與不列顛尼亞帝國的部隊一起捲入液態櫻石的巨大爆炸而「光榮地同歸於盡」（事實上是被魯路修命C.C.預先裝上機雷，借所謂的殉身以牽動騎士團反攻不列顛尼亞本陣的士氣。）
草壁徐水（聲優：天田益男／香港：劉昭文／台灣：）
- 年齡：45歲（KIA）
- 性別：男性
- 人種：日本人

日本解放戰線成員，於STAGE 7登场。激進派的中心人物，階級是中校，與藤堂為舊識。在挾持飯店人質事件中，由於與Zero意見不合，企圖拿武士刀攻擊Zero時，被Zero以Geass之力命令自盡，而變成了以武士刀切腹自盡。

## 紅月、扇的組織
紅月直人所指揮的反抗組織，紅月直人行蹤不明以後，扇要成為了第二任領導人，實際為日後的黑色騎士團的前身。但在黑色騎士團組成之前，已有不少成員陣亡。
紅月直人/直人·修坦費爾特
- 年齡：不明（KIA）
- 性別：男性
- 人種：日本人與不列顛人的混血兒

卡蓮已故的哥哥，扇的組織的前首領。基本上都在卡蓮的回憶裡登場，動畫第1季ED有出現直人穿學生制服看向被母親稱讚的小學時期卡蓮。
永田號（聲優：私市淳／香港：陳卓智／台灣：何志威）
- 年齡：不明（已故）
- 性別：男性
- 人種：日本人

扇的組織的人物，妻子與女兒似乎死於不列顛尼亞帝國的侵略，曾為陶藝家。
在STAGE 1中與卡蓮一起奪取軍方機密物體（C.C.）的男子，逃亡期間身受重傷，在魯路修面臨被不列顛尼亞帝國軍槍殺的危機時，喊著「日本……萬歲！」並按下車上的自爆開關自盡，间接掩護了魯路修與C.C.的逃出。

## 和平標誌
M
- 別名：謎之少女
- 年齡：6歲
- 性別：女性
- 人種：不明
- 駕駛機體：LDM-T02/MTC 鞠熾天

小說《新潔的阿爾瑪莉亞》出場。「和平標誌」的成員。

## 其他
旁白（聲優：野上尤加奈／香港：楊善諭 / 台灣：林美秀）
在每集開頭敘述故事大綱的人。（C.C.的声音）
篠崎咲世子
- 日文：
- 聲優：新井美／香港：陸惠玲／台灣：雷碧文
- 職業：看護
- 年齡：25歲
- 性別：女性
- 人種：Eleven（日本）人
- 星座：天蝎座
- 血型：O型

阿什弗德家派來照顧娜娜莉的看護，知道C.C.住在魯魯修的房間，於STAGE 21揭示是迪特哈爾特·利特個人於阿什弗德布置的内应人员。在黑色叛亂事件後，流亡於中华联邦境内。
在R2 TURN 8末尾，魯路修主動對其揭露自己的真真實身份，因此而對魯路修露出信任的笑容。之後負責擔任魯路修在阿什弗德學園的替身，在TURN 12中，因為會長舉辦邱比特之日，使眾人追著分身魯魯修，造成不少誤解。被魯路修判定為天然呆。而會長本身是真的很喜歡魯魯修才叫大家幫忙抓魯魯修。
家族是“篠崎流”的忍者。在第二次東京決戰的核爆炸中受重伤，康復後繼承家業成為篠崎流的第37代當家，在過去同伴有難時，會出手相救。
亞瑟
偷走ZERO面具的貓，差點暴露魯路修的真實身份，是隻不可忽視的黑貓。而亞瑟這個名稱，傳說是6世紀時不列顛王圓桌騎士團的首領。由娜娜莉命名。
本身是一隻流浪貓，後來被養在阿什弗德學園裏。沒有主人，學生會成員皆會輪流照顧牠 (不過R2朱雀加入圓桌武士期間，曾被帶離阿什弗德學園一段時間)，看似不喜歡朱雀經常咬他。但從R2開始慢慢接受朱雀為自己的主人，後來也經常陪伴娜娜莉和Zero (朱雀)出使到訪世界各地。
卡蓮的母親（声优：天野由梨／台灣：洪郁婷）
- 年齡：不明
- 性別：女性

卡蓮的生母，姓氏為紅月，本名未知，性格軟弱，被女兒卡蓮所厭惡。由於卡蓮的生父另結新歡，使得她與子女直人、卡蓮被對方拋棄。為了兒女的幸福，她不得不把子女的戶籍轉入卡蓮的生父和繼母名下，使他們能以不列顛貴族的身份在租界生活;也為了能陪伴在子女身邊，被迫成為修塔菲爾特家的佣人，只能稱呼子女為少爺、小姐。
在失去兒子直人和卡蓮的關心下，濫用毒品Refrain（重溫舊夢）而住院中。
R2結局中與女兒卡蓮搬去普通民房居住，並從毒癮中康復過來。
詹姆斯议长（Chairman James）
- 年齡：不明
- 性別：不明
- 人種：不明

在STAGE 8提到的樱石生产国会议议长。

## DS遊戲版人物
基斯塔尔·Rui·不列顛尼亞（Castor rui Britannia）
DS版中登場的第15皇子，15歲，擁有藍色的眼瞳，Geass能力是心灵感应，常用来与帕利库斯联系。操控Knightmare射殺11區的新任總督。
- 驾驶机体：Aquila、Regalia

帕利库斯·Rui·不列顛尼亞（Pollux rui Britannia）
DS版中登場的第15皇子的胞弟，外表相同但其瞳孔為黃色。Geass和鲁鲁修类似的绝对服从之力。
- 驾驶机体：Equus、Regalia

## GREE游戏版人物
莱拉·La·不列颠（Laila La Britannia）　声优：丹下櫻(初代)，長繩麻理亞(二代)
不列颠3皇子克洛维斯的同母妹妹，年龄介于尤菲米娅和娜娜莉之间。在《战涡的天秤》中化名利布拉（ライブラ，LIBRA，意味天秤座），推測兄妺兩人過去在天秤宮成長。母親為加布里埃皇妃。
ヴァール・ライオット
不列颠特种部队“冥王”（Pluto）的队长，負責保護萊拉。

## Genesic_Re;CODE人物
威廉·皮修
- 性別：男性
- 人種：不列顛尼亞人

不列顛尼亞帝國的科學家，遺傳因子學的權威。任內主導了眾多的非人道的實驗。諾蘭德·馮·呂訥堡的製造者。在魯路修登基後，其轄下的研究所被朱雀摧毀。

## Lost Stories人物
馬利奧·迪賽爾／瑪雅·迪賽爾（Mario Disel／Maya Disel，聲優：內田雄馬﹙馬利奧﹚／大橋彩香﹙瑪雅﹚）
- 別名：馬利奧·加菲爾特／瑪雅·加菲爾特（Mario Garfield／Maya Garfield）、百目木馬利奧／百目木瑪雅（百目木 マリオ（どうめき マリオ）／百目木 マーヤ（どうめき マーヤ））、馬利奧·百目木·迪賽爾／瑪雅·百目木·迪賽爾（マリオ・百目木・ディゼル（マリオ・どうめき・ディゼル ）／マーヤ・百目木・ディゼル（マーヤ・どうめき・ディゼル）、特工鐘擺（
- 年齡：17歲 →18歲﹙R2﹚→20歲﹙復活的魯路修﹚→25歲(奪還的Roze)
- 性別：男性／女性
- 人種：不列顛尼亞人與日本人的混血兒
- 生日：皇曆2000年
- 駕駛機體：RPI-13 桑德蘭、Type-1R 無賴、Type-03B 蒼月、Type-03B／F1 空明蒼月、RPI-13 桑德蘭強化型、RPI-13-TZ01 阿隆戴特、DMX-V01 鐘擺、DMX-V01Re 鐘擺．復活、鐘擺．Plus

遊戲主角，可自由命名，マリオ／マーヤ是默認名稱。與卡蓮同為日本人和不列顛尼亞人的混血兒，父親宗一郎為日本人，母親瓦妮艾拉為不列顛尼亞人。在故事開始的7年前父母被卡莉率領的不列顛尼亞帝國軍隊殺害，因此十分痛恨不列顛尼亞帝國。失去家人後，曾流浪於靜岡集住區4年，也失去部分記憶，被母親的學生克拉莉絲·加菲爾特尋回及收養。由於迪賽爾家族血脈的緣故，作為平民長大的他/她擁有優秀駕駛技術和調整提升機體性能技術，在首次Knightmare Frame的訓練中取得A+的優秀成績﹙魯路修最高的成績為B，而朱雀則為S﹚。與魯路修、卡蓮同為阿什弗德學園的學生，雖然學業成績名列前茅，卻由於經常曠課而被米蕾和教師們視作問題學生，之後被米蕾半強逼加入學生會。
在皇曆2017年，一如以往在新宿集住區接濟當地的日本人時，碰巧遇見屠殺當地居民的不列顛尼亞帝國軍隊，其後奪取其中一台桑德蘭，在首次的戰鬥中展現出優秀的駕駛天賦，成功擊墜一台桑德蘭，之後慘敗在朱雀駕駛的蘭斯洛特之下。
戰後潛入戰艦時看見魯路修殺死克洛衛斯的一幕，離開時不慎遺下紙鶴，紙鶴則被魯路修拾獲。翌日，雙方互相坦白身份，並締結了向不列顛尼亞帝國復仇的契約。在挾持飯店人質事件中，與扇、卡蓮、玉城成為黑色騎士團的初期成員。由於與卡蓮同為混血兒的關係，因此兩者十分要好。是第一部時除了C.C外，唯一知道ZERO是魯路修的人。
其後接受了魯路修潛入不列顛尼亞帝國的任務，以半個不列顛尼亞人身份加入不列顛尼亞帝國軍隊，在考核中以壓倒性的實力擊敗對面由不列顛尼亞貴族子弟組成的考生，被錄取後被羅伊德挖角到特派，成為朱雀的部下。第一次東京決戰中，被卡莉駕駛的抹大拉襲擊，因機體性能劣於對方而被擊敗，之後逃生艙偶而彈到因交通意外而被棄置的黑之騎士團的貨車附近，之後換乘在貨櫃內的蒼月再度與抹大拉交戰，最終成功擊退對方。
在第1.5部中因擊退對不列顛尼亞帝國軍隊造成損害的卡莉的功績而被封為男爵。作為朱雀的部下近衛騎士團的一員在歐洲戰線作戰，後來因開槍制止朱雀而被勒令停職，之後回到阿什弗德學園復學。
在第二部中尾隨被查爾斯篡改記憶的魯路修進入巴別塔，在魯路修回復記憶後奪取了不列顛尼亞帝國軍隊的其中一台桑德蘭協助魯路修完成作戰。在太平洋奇襲作戰中，作為朱雀的部下與突然闖入戰場的卡莉交戰，卻因機體性能不如對方而選擇把阿隆戴特自爆，並乘機假死離開不列顛尼亞帝國軍隊，在魯路修被宣佈放逐出日本時趁機混入一百萬個ZERO中回到黑之騎士團，被分配直屬到魯路修的零號隊，成為卡蓮的部下。在黑色騎士團與大宦官、不列顛尼亞聯軍交戰時駕駛升級完成的空明蒼月出擊。
之後一直參與中華聯邦的作戰，直至於摧毀Geass教團突襲戰中，被故意追蹤至此的卡莉擊敗及擄走。清醒後目睹生母被卡莉製作成人偶，以及家人遇難的真相，憤怒之下靠意志戰勝麻醉藥，逃出圍困及偷走卡莉的新機體鐘擺，趁著前來調查的薩菲亞、克勞迪奧加入戰局的情況下，成功以高難度動作戰勝卡莉。隨後昏迷，被帝國軍人以為單純被卡莉綁架的人質救走。
在魯路修被黑色騎士團背叛後，駕駛鐘擺把企圖攔截蜃氣樓的不列顛尼亞戰艦擊沉，並與魯路修會合。在神根島上空先後與莫妮卡和俾斯麥兩名圓桌騎士交戰，之後在C的世界中得知妹妹莉娜早已故事開始的7年前被卡莉殺害的事實。在魯路修殺死查爾斯後，再度加入不列顛尼亞帝國軍隊，協助魯路修和朱雀完成「Zero鎮魂曲」。得知克拉莉絲的死訊後為了向卡莉復仇，成為迪賽爾家的當家並奪取了迪賽爾公司CEO之位，宣告效忠新皇帝魯路修，藉此以迪賽爾公司出產的能量盒佔據不列颠尼亞軍隊八成使用率為由，成功牽制了舊皇帝派和貴族派的行動。在靜岡上空與卡莉交戰，幾經苦戰下成功擊敗對方，並點破對方所謂的愛只是滿足個人私慾的借口，最終以手槍射殺坐在駕駛艙內的卡莉，成功替被卡莉殺害的家人復仇。「Zero鎮魂曲」後，秘密回到阿什弗德學園的學生會室，看着學生時代的照片，在心中感謝魯路修所造就的「新世界」，並告別校園偷偷離去。
在第三部中秘密回到已經成為廢墟的百目木研究所，懷念家人後離開日本。流浪到齊爾茨斯庫蒙王國時被國王夏力歐所救，期間替夏力歐調整機體以報答恩情。本身並不打算效忠齊爾茨斯庫蒙王國，也對夏力歐偏信姊姊夏姆娜聖神官「預言」和「計畫」而致國家立場陷入危機不顧一事中，推測到夏姆娜擁有Geass和企圖以C世界系統推翻世界和平局勢的計畫一角。期間從反抗軍間諜被挖出心臟一事，查出夏力歐的親信娜迪拉曾以傭兵身份派至不列颠尼亞帝國軍隊受僱期間，是其姨母卡莉的手下，信奉她對佔有慾對象「挖心」的瘋狂舉動，並堅信利用C世界系統的計畫就能推翻過去發生的歷史，使「死者」重新活過來。因自己殺死卡莉一事而被娜迪拉敵視。
之後對於夏力歐綁架娜娜莉和Zero(朱雀)一事持反對意見，企圖駕駛半毀狀態的鐘擺前往監獄救出Zero(朱雀)時，卻被在夏姆娜支援下的娜迪拉擊敗被捕，被囚禁在監獄中。直至卡蓮和C.C.一行人到監獄下方的阿卡夏之門喚醒魯路修的行動，才和他們會合及逃出監獄。再度加入黑色騎士團後駕駛經全面修復和升級的鐘擺．復活參與救出娜娜莉的行動，其後因夏姆娜的GEASS「時間回溯」的緣故，在途中被娜迪拉攔截，並與其交戰，並成功擊敗對方。
戰後獲判無罪釋放，受到皇神樂耶的邀請加入其麾下的諜報機關「十六夜」。
在第四部中作為「十六夜」一員，與白馬、薩朵莉、薩菲亞一同救出被恐怖份子綁架的加苅莎維多莉。
由於瑪雅在劇情中過激的舉動和對不列顛尼亞帝國的強烈恨意而被部份玩家稱為「黑之狂犬」。
克拉莉絲·加菲爾特（Clarice Garfield，聲優：田所梓）
- 性別：女性（KIA）
- 人種：不列顛尼亞人

馬利奧／瑪雅的養母。DGE股份有限公司的社長。羅伊德大學時期的後輩，稱對方為「布丁學長」。18歲時從不列顛尼亞大學畢業後，接受恩師瓦妮艾拉的邀請遠渡重洋到位於日本靜岡的百目木研究所擔任研究員，期間也替瓦妮艾拉夫婦照顧兩人的孩子馬利奧/瑪雅和莉娜。在戰爭前夕因渡假回到本國，在日本淪陷後因不列顛尼亞帝國限制平民出境而足足花了4年時間才回到日本，之後為了滿足前往日本定居和收養馬利奧／瑪雅的條件而特意在日本開設負責製造和銷售能源盒的DGE股份有限公司，將對方視如己出。即使在馬利奧／瑪雅裝扮成「一百萬個Zero」仍然能認出對方，也諒解及不過問他/她先後參軍不列颠尼亞帝國方和黑色騎士團的源由。在第二次東京決戰後被卡莉殺害。
死後成為亞乃音的一部分。
百目木宗一郎
- 性別：男性（KIA）
- 人種：日本人

馬利奧／瑪雅和莉娜的父親，瓦妮艾拉的丈夫。百目木研究所的所長。最終在故事開始的7年前與妻子一同被卡莉殺害。
百目木瓦妮艾拉
- 別名：瓦妮艾拉·迪賽爾（Vaniella Disel）
- 性別：女性（KIA）
- 人種：不列顛尼亞人

馬利奧／瑪雅和莉娜的母親、宗一郎的妻子、卡莉的妹妹。能源工學方面的權威，曾在不列顛尼亞大學擔任教授。在克拉莉絲畢業後邀請對方到位於日本靜岡的百目木研究所擔任研究員。最終在故事開始的7年前與丈夫一同被卡莉殺害，遺體被製成標本。
百目木莉娜
- 別名：莉娜·迪賽爾（Leena Disel）
- 性別：女性（KIA）
- 人種：不列顛尼亞人與日本人的混血兒

馬利奧／瑪雅的妹妹、宗一郎和瓦妮艾拉的女兒，在戰爭中失去父母，和馬利奧／瑪雅失散後，被姨母卡莉收養，回到本國的迪賽爾家居住。最終在故事開始的幾年前被卡莉殺害，心臟被對方挖出吃掉。
卡莉·迪賽爾（Carly Disel，聲優：高橋未奈美）
- 年齡：42歲→43歲
- 性別：女性（KIA）
- 人種：不列顛尼亞人
- 生日：皇曆1975年11月20日
- 星座：天蠍座
- 駕駛機體：DMX-F4S1 抹大拉

迪賽爾伯爵家現任當家，「閃光」瑪莉安娜皇妃的友人兼舊同僚，也是唯一能在戰鬥能力方面與瑪莉安娜匹敵的女性。馬利奧／瑪雅和萊拉的姨母、瓦妮艾拉的姐姐。大型企業迪賽爾公司的社長，公司出產的能量盒佔據不列顛尼亞軍八成的使用率；受瑪莉安娜招募，暗中資助皇帝查爾斯的「計劃」，但並不清楚C世界的原理，只為了企圖利用當中的系統和死去的瓦妮艾拉和莉娜見面，與死者意識融合在一起；故而取得卡美洛的最新技術，私自開發出「抹大拉」和「鐘擺」。典型的不列顛尼亞人至上主義者，對包括妹夫宗一郎在內的非不列顛尼亞人十分輕蔑，稱其為「猴子」、「豬」。對妹妹瓦妮艾拉和瓦妮艾拉的子女馬利奧／瑪雅、莉娜有著病態般的執着，曾要求妹妹做抗老化手術被拒，導致妹妹離家出走至日本，也向她隱瞞自己已婚生子之事。在故事開始的7年前率領不列顛尼亞帝國軍隊殺害妹妹瓦妮艾拉、妹夫宗一郎，收養外甥女莉娜(幾年後又把其殺害)，並把瓦妮艾拉的遺體被製成標本；更把瓦妮艾拉和莉娜的心臟挖出吃掉。駕駛Knightmare Frame的技巧高超，實力在馬利奧／瑪雅之上。作戰風格十分殘忍，會直接攻擊除馬利奧／瑪雅以外的機體駕駛艙。因此在軍隊服役時期被稱為「碎心」。曾數度駕駛抹大拉襲擊馬利奧／瑪雅。其後在位於靜岡的迪賽爾公司上空被馬利奧／瑪雅擊敗，雖然抹大拉被毀，但本人仍僥倖生還。在第二次東京決戰後獨自闖入DGE股份有限公司，殺害克拉莉絲。在魯路修與修奈傑爾雙方交戰時，駕駛強化升級後的抹大拉闖入位於靜岡上空的戰場，並故意啟動能量盒中的木馬程式，使雙方軍隊機體敵我不分互相殘殺，激怒了馬利奧／瑪雅。其後敗給馬利奧／瑪雅，並被對方指出她自以為是的「愛」只是對血親的佔有慾，最終被對方以手槍射殺。
喬安娜．克修娜（Joanna Kushner，聲優：石上靜香）
- 性別：女性（KIA）
- 人種：不列顛尼亞人

卡莉的秘書兼忠誠的部下。在第二部中企圖混入一百萬個ZERO中暗殺克拉莉絲，卻被馬利奧／瑪雅阻止而失敗。在卡莉死後於藏身地自殺。
薩菲亞．卡拉斯（Sapphire Kalas，聲優：大關英里）
- 年齡：28歲
- 性別：女性
- 人種：不列顛尼亞人
- 生日：皇曆1990年10月18日
- 星座：天秤座
- 駕駛機體：RPI-209/BC 格洛斯特・藍色男爵改裝型、RPI-212A 文森特指揮官型

第一次東京決戰後，不列顛尼亞帝國為了掃蕩黑色騎士團殘黨而成立的特殊部隊「藍色男爵」的隊長。後來懷疑卡莉就是駕駛神秘Knightmare Frame﹙抹大拉﹚襲擊不列顛尼亞帝國軍隊的犯人，與克勞迪奧暗中跟蹤喬安娜，在迪賽爾公司的地下工場中確認卡莉就是真兇，並與克勞迪奧一同與卡莉交戰，卻由於機體性能的落差而居於劣勢，之後投擲長矛牽制卡莉，讓馬利奧／瑪雅得到趁機擊敗卡莉。在得知克拉莉絲被卡莉殺害後，對未能當場確認卡莉的生死最後導致慘劇發生自責不已。戰後從馬利奧／瑪雅留下的字條得知身為卡莉幫兇的喬安娜的所在地，當她率領部下前往逮捕喬安娜時，對方卻搶先一步自殺身亡。
在第三部中加入皇神樂耶麾下的諜報機關「十六夜」。
在第四部中留長了頭髮，並把髮型改為單馬尾。
陽菜（聲優：櫻木亞美紗）
- 年齡：不明（KIA）
- 性別：女性
- 人種：日本人

馬利奧／瑪雅在新宿按濟的孤兒之一，馬利奧／瑪雅手上的紙鶴就是她贈送的禮物。最終被瓦礫壓死。此事成為了馬利奧／瑪雅決心走上毀滅不列顛尼亞帝國道路的導火線。
亞乃音（聲優：石見舞菜香）
出現在「C的世界」的少女。真正身份是已死去的人們意識的集合體。當中包括陽菜、馬利奧／瑪雅的妹妹莉娜。在馬利奧／瑪雅進入「C的世界」後道出了莉娜早已死去的事實。在魯路修殺死查爾斯後，隨着「C的世界」毀滅而一度消失，後來融合了克拉莉絲的靈魂意識後，再度出馬利奧／瑪雅面前，解開對方的心結。
佩德佩柏（聲優：遊佐浩二）
第四部的主要反派。GEASS的使用者。個性瘋狂、陰險卑劣。在世界各地擄走並使用GEASS操控幼童。與諾蘭德．馮．呂訥堡狼狽為奸。盜走全世界僅存的4枚「弗蕾亞」後並交予諾蘭德的犯人。

## 不列顛尼亞帝國皇位繼承順序
原第一位：雪麗（真正的第1皇女，眾皇子皇女的長姊，比皇儲奧德修斯更為年長，在查爾斯登基前嫁予北海道領主皇重護，出嫁後已放棄皇族身份和繼承權，死亡，皇朔夜的生母，奪回的Rozé人物）
第一位：奧德修斯（第1皇子，死亡）
第二位：修奈傑爾（第2皇子、原帝國內閣總理大臣殿下、不列顛合眾國代表）
第三位：吉妮薇爾（第1皇女，死亡）
第四位：柯內莉亞（第2皇女，原11區總督，黑色騎士團總司令）
第五位：克洛維斯（第3皇子，死亡，原11區總督）
第十七位：魯路修（第11皇子，記錄上死亡，第99代皇帝）
第?位：尤菲米亞（年紀在魯路修之後，娜娜莉之前）（第3皇女，死亡，原11區副總督）
第?位：卡莉努（第5皇女，和娜娜莉同年，但比娜娜莉年長，在帝都核爆中倖存，但因Geass失去所有記憶）
第?位：基斯塔尔（第15皇子，NDS版人物）
第?位：帕利库斯（第15皇子的同母弟弟，NDS版人物）
第?位：莱拉·La·不列颠（第3皇子的同母妹妹，手机版コードギアス 戦渦の天秤人物）
第八十七位：娜娜莉（第7皇女，原11區總督、WHA名譽顧問）
第八十八位：玛丽蓓尔（第88皇女，廢嫡前為原第3皇女，格琳達骑士团指挥官，原40區(西班牙)總督，比尤菲米亞年長，記錄上死亡）
第八十九位：朱莉婭 (皇女，瑪麗蓓爾的同母妹妹，死亡)
第一百零八位：卡里斯 (第108皇子，新不列顛帝國第100代皇帝，死亡，奪回的Rozé人物)
第一百零九位：皇朔夜（雪麗的女兒，查爾斯的外孫女，原新不列顛帝國第101代皇帝→北海道自治區代表，被逼登基姓氏改為母姓，奪回的Rozé的主角）

## GEASS使用者的能力

### 动画
- 魯路修：絕對服從，有效范围约270米，必须看着对方眼睛，遇到镜子可以发射，可穿透普通眼镜，只能对同一人用一次，能對多人使用同一命令，但使用一次Geass也只能對被控制者下一道命令，並無法對其下複數命令，作用被GEASS消除器消除后可施加其他命令；被控制者所賦予的指令終生有效，除非魯路修「賜死」被控制者或遭到破解。發動過程中與結果的記憶會修失。（魯路修的說法是因為GEASS強行控制大腦的後遺症，但用傑瑞米亞的反GEASS能力可以恢復記憶，至於尤菲米亚的自行破解据小说版解释是由於生命变得衰弱的同时GEASS也变得薄弱才得以克服，另外應該也無法做超出身體本能的行為,例如夏莉原來因GEASS失敗還是死亡的原因應可能為以上二點)）。
- 毛：讀取對方思考，有效范围500米，无法停止使用GEASS，且專注在一个人上使用时将无法注意到周围，專注程度與Geass範圍及範圍內對象數目成反比。
- 查爾斯：修改記憶；必须看着对方眼睛，只要竄改其中一人的記憶，所有與被竄改者相關的人事物對他的一切記憶也會連帶受到影響（例：夏麗）；跟魯路修一樣，被竄改的記憶永遠存在，除非Geass被破解。凭借自身破解其Geass的已知者前只有娜娜莉。
- 羅洛：改變對方對周圍時間的感知，有範圍限制，有效时间为10秒（五个手指头缓慢放下的时间），使用時心臟會停止；Geass範圍、範圍內對象數目與對身體的負荷成正比。即使在操作Knightmare時也照樣有效果。
- 傑瑞米亞：解除GEASS，有範圍限制，於左眼義眼發動（Geass標記倒置，且呈現是藍色效果），因此傑瑞米亞理論上也對所有的Geass效果免疫。傑瑞米亞亦為第一作作品中已知唯一存活並仍持有Geass的能力者,另外被傑瑞米亞的解除GEASS能力解除後似乎還能再被魯路修的GEASS重新使用一次,唯一的例子是夏莉,從劇情來看雖然有成功發動但因本身無法做出超出身體狀況的行為才失敗。
- 教團小孩：操控對方行動，一次只能控制一人。
- C.C.：獲得他人的愛，但Geass現已失效。
- 瑪莉安娜：能進入人心，只能在臨死時使用；必须看着对方眼睛，「圓桌騎士」的阿妮亚曾受其影響。此類Geass效果終生有效，除非被影響者死亡或Geass遭破解。
- 俾斯麥：透視未來，類似動態視力。
- 真（《Code Geass 亡國的阿基德》中的人物）：操纵他人:絕對服從。
- 莱拉（《Code Geass 亡国的阿基德》中的人物）：大約於12年前由當時還是攜同Geass嚮團的C.C.授予幼年垂死的莱拉，特殊能力：Geass為藍色，能力分類不明確，相對其他Geass使用者能力偏向一效果，莱拉能力較多元化且界限相對含糊，能解釋是「人的意識影響到現實世界」。能力包括:改寫過去、時空跳躍、空間跳躍、近似讀心術、意識投影、思想干涉及被思想干涉，Geass命令對她無效並以痛楚形式反彈到命令者的那隻帶有Geass能力的眼。
- 皇朔夜（《Code Geass 奪回的Rozé》中的人物）：絕對服從，與舅父魯路修不同，並非透過眼睛作媒介，而是透過位於頸部的Code 紋章作媒介，以言靈的形式操縱對方。其效力較魯路修的Geass弱，相對上可重覆對同一人使用。

### 游戏
- 萊(遊戲Lost Colors默認主角名稱，可自行修改)：和魯路修類似的絕對服從之力，不同的是不必直視對方眼睛，只要對方有听到命令就行了。
- 基斯塔尔：心灵感应，常用来与帕利库斯联系。（NDS版人物）
- 帕利库斯：和鲁鲁修类似的绝对服从之力。（NDS版人物）
- 尤菲米亞：使周围一定范围内的人陷入昏睡状态。（NDS版剧情）

### 小说&漫画
- 欧路菲（小说版《Code Geass 雙貌的OZ》主人公）：伪装成他人。让自己在其他人的感官中呈现出自己需要的形象。不只是外表，就连声音、动作，都能完美呈现。有效时间约为5分钟，由于这段时间会毫无征兆地结束，因此无法精确掌握时机。两次发动间必须至少间隔约1小时。
- 克拉拉（《Code Geass 双貌的OZ》中的角色）：操纵他人。
- 托托（《Code Geass 双貌的OZ》中的角色）：修改记忆。
- 玛丽蓓尔（《Code Geass 双貌的OZ》中的角色）：绝对服从。

註1：雖然娜娜莉曾被父王查爾斯的Geass竄改記憶，但最後仍以自身意志破解查爾斯對她施予的Geass效果。
註2：Geass的能力是由「Code」的持有者賦予（例：C.C. & V.V.），故本身也對Geass免疫。
註3：「Code」的持有者即使化為白骨，仍有可能持有「Code」並有能力賦予別人，於《Code Geass 亡國的阿基德》中就出這種不尋常的存在，並向真·日向·沙欣格賦予Geass。
註4：藍色系Geass能干擾紅色系Geass，藍色系能消取效果或免疫紅色系，原因未明。已知藍色系持有者:Geass顛倒符號的傑里米亞，被稱為Geass碎片的Geass的(《Code Geass 亡国的阿基德》)莱拉。

## 相关项目
- 圆桌骑士团
- 英國王室

## 注脚
1. ↑  鲁鲁修和鲁路修为日語：的音译；勒鲁什为英語：的音译
2. ↑  臺灣ANIMAX譯為「夏陸陸·吉·不列顛尼亞」
3. ↑  拜因贝鲁克和瓦茵拜鲁古为日語：的音译；温伯格为英語：的音译
4. ↑  为日語：的音译；雪莉为英語：的音译